# DOG DAYS
『DOG DAYS』（ドッグデイズ）は、都築真紀原作、セブン・アークス制作による日本のテレビアニメ。3期放送されており、第1期は2011年4月から6月にかけて全13話、第2期は『DOG DAYS'』（ドッグデイズダッシュ）のタイトルで2012年7月から9月にかけて全13話、第3期は『DOG DAYS"』（ドッグデイズダブルダッシュ）のタイトルで2015年1月より3月まで放送された。
コピーライト表記は、第1・2期では「DD」、第3期では「DD3」という略称が使われている。

## 概要
外交手段としての戦争が死傷者の出ないスポーツ的な興業として行われている異世界を主要な舞台として、異世界のお姫様によって2011年の現代から勇者として召喚された少年を主人公として描くファンタジー作品。『魔法少女リリカルなのはシリーズ』のメインスタッフ（原作 - 都築真紀、監督 - 草川啓造、制作 - セブン・アークス）による、オリジナルテレビアニメシリーズである。
サウンドプロデュースはかつて『とらいあんぐるハートシリーズ』などで都築と組んできたI've soundが起用されている。劇伴曲は都築の意向により、ほのぼのとした作品を引き締めることを意図して、あまりファンタジーらしくなくて格好良い作風が志向されている。劇伴だけでなく、堀江由衣が演じるヒロインが劇中で歌うキャラクターソングも、I'veが楽曲を提供した。本作の特徴の一つは配役の妙でもあるともいわれ、ヒロイン役の堀江を中心として大勢の人気声優を適材適所に配置した作風は、良い意味での「声優アニメ」とも形容された。
作中の世界における戦争は、フィールドアスレチックを想起させるようなアトラクションとして描かれている。競技の中では剣などの武器や必殺技を使った妨害や反撃も行われ、登場人物同士の超人的な戦いも描かれるが、砲弾の直撃を受けようとも、高威力の必殺技の直撃を受けようとも、相手に攻撃された人間はしばらく無力化されるだけであり、死傷者の出ない「戦争のようなゲーム」として描かれている。このため、人間が死に至るような殺傷表現はほとんどない。また、人間の暗部を見せるような負の要素を映し出すシーンもほとんどない。こうした舞台背景によって、闘争を描くことによって生じるネガティブな問題が回避されており、結果として登場人物に憎まれ役は登場せず、誰もがポジティブに描かれるような内容となっている。
基本的には深夜アニメを好んで見るような男女のアニメファンに向けた内容であり、入浴シーンや、攻撃で美少女キャラクターの服がたびたび破れるなどの際どい場面も多く描かれるものの、そうした場面でも下品になりすぎない、和やかな作風が徹底されている。

## あらすじ

### 第1期
動物の耳や尻尾を持つ種族たちが暮らす、地球とは隔絶した異世界フロニャルド。14歳の少女ミルヒオーレ・フィリアンノ・ビスコッティを代表領主とするビスコッティ共和国は、かつて友好関係にあった隣国ガレット獅子団領国との「戦」で敗戦を重ね、窮地に瀕していた。武勇に優れるガレットの戦姫レオンミシェリ・ガレット・デ・ロワ率いる軍勢がビスコッティの城へ迫ろうというその時、ミルヒオーレは国の窮状を打破する切り札として、異世界からの「勇者召喚」を決意し、地球の現代日本に住む少年シンク・イズミを召喚する。
アスレチックや軽業を特技とするシンクは、故郷イギリス行きの飛行機へ乗るために学校の終業式を早退する途中、突然に異世界フロニャルドへと召喚され、ミルヒオーレから「勇者となってこの国に力を貸して欲しい」と懇願される。まるで異世界ファンタジー小説に登場するヒーローのような状況に立たされたシンクは、自分には戦う能力などないと困惑するが、フロニャルドで行われている「戦」が生死を賭けた戦いではなく、スポーツ精神に則ったアスレチック競技により戦争の勝敗を決するというものであると知るに至り、ビスコッティの勇者となることを快諾し、ミルヒオーレから貸与された「神剣パラディオン」を携え戦場へ赴く。シンクは彼を召喚したミルヒオーレの勘違いにより地球に戻る手段を失い焦りつつも、家族や女友達との旅行の約束がある16日後までには元の世界に戻る方法を探してもらうという約束の下、その間は勇者としてビスコッティ共和国に協力しつつ、この状況を前向きに捉えて楽しむことを決意する。
シンクはフロニャルドの人々と交友を深めていき、反目しつつも良き戦友となっていくエクレール・マルティノッジや、シンクが元の世界に戻る方法を探そうとするリコッタ・エルマール、敵対しつつも気さくで陽気な人柄のガレットの王子ガウル・ガレット・デ・ロワといった人々と友情を築く。一方で、物語の核心は、かつてミルヒオーレと姉妹同然の仲であったレオンミシェリが、ビスコッティへの侵攻に執念を燃やす理由へと向かっていく。レオンミシェリは「星詠み」と呼ばれる占いによりミルヒオーレに降りかかる死を予見し、「戦」にかこつけて望まぬ未来を回避しようと躍起になっていたのである。
真意を明かさずにミルヒオーレを危険から遠ざけようとするレオンミシェリの思惑と、敵陣に乗り込んででもレオンミシェリの真意を問いただそうとするミルヒオーレの想いはかみ合わず、突如として戦場に出現した魔物にミルヒオーレがさらわれるという形で、レオンミシェリの「星詠み」は現実のものになりかける。しかしシンクの奮闘や、魔物の正体を知り同情を寄せたミルヒオーレの想い、そして魔物退治を生業とするブリオッシュ・ダルキアンとユキカゼ・パネトーネの活躍などもあり魔物は無害化され、回避不可能とされた「星詠み」による予見は的中せずに終わる。一連の戦いは、一人で問題を抱え込み、不正確な占いに振り回されたレオンミシェリが己を恥じて謝罪するという形で決着する。
ガレットとの戦が終結し、シンクが地球へ帰る方法もリコッタによって解明されたが、その手段を用いてしまうとシンクは記憶を失い、二度とフロニャルドに戻れなくなるという。シンクは二度と戻れなくなることを自分とリコッタだけの秘密とし、皆との楽しい思い出を作り笑顔でフロニャルドを去ろうとするが、皆には見抜かれていた。ミルヒオーレは懸命に気づかないふりを装おうとしつつも再会を約束し、シンクを見送る。ところが別れ際のシンクがとった一連の行動は、偶然にも再召喚を可能にする条件を整えていた。地球に帰還後、一旦はフロニャルドでの記憶を失ったシンクだが、タツマキによって届けられた「神剣パラディオン」によりフロニャルドでの日々が甦るに至る。物語は、シンクが夏休みに再びフロニャルドへ行くことを心に決める場面で締め括られる。

### 第2期
ミルヒオーレと交わした再会の約束が守られ、シンクが再び勇者としてフロニャルドへ召喚される場面から物語が始まる。今度は、幼馴染みのレベッカ・アンダーソンと従姉の高槻七海（ナナミ）にも声を掛けており、レベッカはシンクとともに紀乃川市からビスコッティへ、イギリス在住のナナミはロンドンからガレットへとそれぞれ召喚される。
現地では勇者帰還を祝っての戦興業が開催されており、ミルヒオーレたちと再会を果たしたシンクも再び勇者として参戦する。また、レオンミシェリから状況を聞いたナナミも彼女の要請を受け、「神剣エクスマキナ」を貸与されてガレットの勇者として戦場に立つ。一方でレベッカは戦への参加を固辞するが、戦も前半戦が終わった頃、パスティヤージュ公国の公女クーベル・エッシェンバッハ・パスティヤージュが、突如手勢を引き連れて参戦を申し込みに来訪し、レベッカを連れ去る。クーベルの目的は、中継を見て一目惚れしたレベッカを自国の勇者として招き、悲願の戦興業に参加することであった。クーベルの提案もあり、戦の後半戦はレベッカを賭けたパスティヤージュ対ガレット・ビスコッティ連合の様相を呈するが、レベッカは自分と似た境遇のクーベルの説得を受けてパスティヤージュの勇者となることを承諾し、貸与された「神剣メルクリウス」を携えて戦へと参戦する。レベッカはクーベルとともに劣勢だった戦線を立て直し、勝負を挑んできたシンクとナナミを同時に撃退するという華々しい勇者デビューを飾る。その後も続いた戦は、優勝ガレット・2位ビスコッティ・敗者パスティヤージュとなり、盛況の中閉幕する。
閉幕後、レベッカは正式に勇者としてパスティヤージュに行くこととなり、ビスコッティでの三国首脳会談が終わるまでの間、3人の勇者たちはフロニャルドの人たちと交流を深める。そして会談も終わり、勇者3人は次の三国合同の戦興業での再会を約束し、レベッカとナナミはそれぞれの国へと旅立つ。
その頃風月庵近くの河原では、シンク、エクレール、ユキカゼのビスコッティ組とガレットの魔物対策部署の立ち上げのために参加したノワールの4人で合宿が行われ、次の戦興業に備える。一方ガレットでは、頻発する追剥ぎ事件解決のためビオレの引率で東方街アヤセを訪れたナナミ、ジョーヌ、ベールがブリオッシュの兄イスカ・マキシマと出会い、互いの協力もあり犯人のオイハギウサギを捕らえることに成功する。
パスティヤージュでの三国首脳最終会議後、クーベルとシンクはともに訪れた英雄王の丘で、石碑に封印されていた魔王ヴァレリア・カルバドス（ヴァレリー）を復活させてしまう。ヴァレリアは数々の暴挙を行い、包囲されるも輝力吸収技で反撃し、クーベルらを窮地に陥れる。だが不屈のクーベルの意思に呼応して、これも石碑に封印されていた英雄王アデライド・グランマニエ（アデル）が目覚め、ヴァレリアを退治する。その後アデライドとヴァレリアは再び眠りにつこうとするが石碑の故障により叶わず、ともにエッシェンバッハ城の一室にしばらく滞在することとなる。
アデライドとヴァレリアは、旧友のイスカ・ブリオッシュ兄妹とともに、魔物の封印確認のために南方フレージェ砂漠の洞窟に出向く。だが傷んだ封印刀にアデライドが触れた途端に封印刀が破損して封じていたスイトリネズミが解放され、イスカを除く3人が生命力を吸われて幼児化する。アデライドに召喚されたシンクたちは、途中ユキカゼやジェノワーズらの幼児化はあったものの、アデライドから勇者結晶を託さたシンクとガウルが盗んだ生命力で合体・成長した巨大ネズミを撃破。幼児化していたアデライドたちも元に戻り、再封印も無事に完了する。
イスカたちは以前捕らえたオイハギウサギの様子を見にミスハ山を訪れるが、そこで親玉ウサギと仲良くしていた若い娘の姿をした個体がいなくなったという情報を得る。時を同じくして芸術音楽祭開催中のエスナートで宝飾品の強盗騒動が起こり、ミルヒオーレのステージ用宝飾品も狙われる。犯人は親玉ウサギと仲良くしていた猫神の眷属で、人を操る術を使って盗みを行い、追跡をかわしていた。追跡するシンクとエクレールも操られてキスをしてしまうが、最後には猫神は捕獲されてミスハ山に放され、ミルヒオーレのゲストステージも含めて芸術音楽祭も無事に閉幕する。
そして迎えた、三国合同興行「ユニオン・フェスタ」初日。猫神騒動の際にシンクとキスをして以来、気持ちの整理がつかないエクレールは自身を気遣うリコッタと喧嘩してしまう。その場に居合わせたレオンミシェリは、エクレールを叱咤するために自身との一騎討ちを提案。気持ちが揺らぐエクレールは敗北寸前まで追い込まれるが、リコッタの謝罪と激励で仲間たちとの絆に気づき、リコッタへの謝罪とともに気持ちを吹っ切り、逆転で勝利をもぎ取る。他の場所ではミルヒオーレ・リコッタ組対クーベル・レベッカ組の空中飛翔戦、ブリオッシュ対ナナミの一騎討ち、シンクとガウルの英雄結晶を発動して大人化しての一騎討ちがほぼ同時期に行われ、ハプニングが続出しながらも盛り上がる。そんな中、祖国のピンチに我慢できなくなったアデライドはヴァレリアのアイデアで仮面で顔を隠して『英雄仮面』となって乱入、総合得点で後れを取っていたパスティヤージュを大逆転での初日トップに導く。2日目以降もビーチ競技やマリンレースなどの海上戦、ミルヒオーレのステージ、クイズ大会、騎士と庶民の交流を兼ねた腕相撲大会など盛りだくさんのイベントが行われ、盛況のうちにユニオン・フェスタの戦興業部分は終了する。
風月庵で巻き起こったイレカエコダマが原因の入れ替わり騒動を経て、迎えた「ユニオン・フェスタ」最終日のプログラムもいよいよミルヒオーレのファイナルステージを残すのみとなる。クーベルはリコッタとノワールを連れてエッシェンバッハ城地下伝承宝物庫を訪れるが、罠に引っかかって罠だらけの地下迷宮に閉じ込められる。ヴァレリアから魔神結晶を託されたレベッカとシンクの活躍によってクーベルたちは救出され、ファイナルステージの開幕にも何とか間に合うことに成功する。ミルヒオーレのファイナルステージも盛り上がり、ユニオン・フェスタは大盛況のまま閉幕する。
「ユニオン・フェスタ」も終了し、送還の儀を終えて別れの時を迎える勇者3人。ガレットから帰還するナナミおよびビスコッティから帰還するシンクとレベッカは、それぞれの領主からリコッタが見つけた新型召喚の条件でもある「約束の品」をはなむけの言葉とともに託され、ナナミは自宅のソファーに、シンクとレベッカはシンクの部屋に戻る。シンクたち3人はそれぞれ無事に戻り、想い出も約束の品もしっかり持ち帰っていることに安堵する。
夏休みも終わりに近づき、一緒に図書館に行くためレベッカを待つシンクは、髪を下ろして大人びた雰囲気を醸すレベッカに見惚れ、初めて『レベッカ』と呼びかける。シンクに名前で呼ばれるのが念願のレベッカだが、恥ずかしさのあまり『当分はベッキーでいい』と言ってしまう。物語は、勇者3人で再びフロニャルドへ行くというレベッカの決意で締め括られる。

### 第3期
秋の試験休み、こちらも秋本番のフロニャルドを訪れることになったシンク・ナナミ・レベッカの3名。ところがレベッカは紀乃川市から無事にパスティヤージュに召喚されたものの、アイアンアスレチックへの参加の都合でロンドンからの召喚となったシンクとナナミは、召喚時に至近距離に落ちた落雷の影響を受け、フロニャルド南部の竜の森と呼ばれる原生林に落下してしまう。そこで神竜の信託を聞く竜の巫女のシャルに助けられたシンクとナナミは、最近竜の森に竜喰いと呼ばれる魔物が出現することを聞きつけ、シャルに魔物討伐に協力することを提案する。最初は自身だけでの解決を考えていたシャルだが、竜喰いが大陸全土に危害を及ぼす恐れがある非常に危険な魔物だということが判明し、三国連合による大規模な魔物討伐に発展。神竜の力をも吸い取って増殖する竜喰いに苦戦を強いられる三国連合軍だが、各国領主が神竜の魔物化を抑え込む間に勇者3人とシャルが竜喰いの本体を倒し、魔物との戦いは三国連合の勝利で終結する。
竜の森の騒動が集結し、各国に戻った領主と勇者たち。ビスコッティではパスティヤージュと合同での晶術鉱石の調査と保護採集が行われ、禍太刀憑きの蛙神との戦いになるが、シンクの活躍で撃退に成功する。一方ガレットでは、毎年恒例のレオンミシェリのお見合い興行が大々的に行われる。求婚者たちが次々と蹴散らされる中、覆面で素性を隠して参加した聖ハルヴァー王国の第8皇子・リーフ・ラング・ド・シャー・ハルヴァーはレオンミシェリと互角に渡り合い、惜敗するも興業を大いに盛り上げる。そして興業終了後、三国を見聞するリーフを案内するナナミとジェノワーズの面々。一同はガレット、ビスコッティと回りながら各国で親交を深めていく。そして最後に訪れたパスティヤージュでミルヒオーレのライブを鑑賞した一同は、リーフのたっての希望で、アデライドやヴァレリアたちから伝説の勇者パーティ5人がかつて辿った英雄譚の一部始終を聞く。現代のフロニャルドの礎を築いた当事者たちの口から直接語られる勇者の活躍、そして自らの命を懸けてフロニャルドの平和と発展に尽くした英雄姫の物語に一同は感銘を受ける。
昔語りの翌日、シャルが火竜を伴ってパスティヤージュを訪れ、ミルヒオーレたちに空海に異常があると伝える。空海に住む大精霊・星鯨と星鯨と地上の民を繋ぐ空の巫女に何かあったのではないかとにらむシャルは、三国の領主たちに空海調査の許可を申請。これを承諾した三国連合は、シンクたち勇者3名とガウルを中心とする調査団を結成し、シャルとともに空海へと出発する。しかし星鯨と接触したまではよかったが、火竜は星鯨に吸い込まれ、シンクたちは星鯨の体内で散り散りになってしまう。単独で放り出されたガウルはアリアと名乗る声を出せない少女に助けられ、星鯨の中に病魔と呼ばれる魔物に類する存在がいることを知る。一方、空の巫女・ファリーヌと会うことに成功したシンクやシャルたちは、星鯨の異変が病魔によるもの、本来なら歌によって星鯨を癒すはずの星の民が病魔によって歌を歌えなくなったこと、アリアが星の民の歌姫であることを知る。星の民の里で合流したシンクたちとガウルたちだが、そこへ病魔を操る少年・ベルデが現れる。ベルデの前に留守を守っていたユキカゼとシャルは敗れ、アリアは連れ去られてしまう。ガウルとナナミ、リーフ、ジェノワーズはアリアの奪還へ、シンクとレベッカはアリアに代わって癒しの歌を歌ってもらうためにミルヒオーレを迎えに地上へと向かう。アリアの奪還に成功したものの、ベルデの猛攻に苦戦を強いられるガウル。しかしミルヒオーレを連れて戻ったシンクの加勢と、ミルヒオーレが歌う癒しのメロディーによってベルデは力を失い、自分の行いを詫びてアリアの声を返し、自らを結晶化する。これによって病魔は駆逐され、星鯨も元気を取り戻す。
地球への送還の日、シンク・ナナミ・レベッカの勇者3名はそれぞれの国から地球に帰還する。物語は、そう遠くない未来に再び大好きな国と大好きな人々が待つフロニャルドを必ず訪れることを誓うレベッカのモノローグで幕を下ろす。

## 登場人物

### 地球人
物語は、2011年3月17日から始まっていると設定されている。シンクとレベッカは、日本の愛知県に所在するという設定の紀乃川市鴇野町に住んでいる。
シンク・イズミ (Sink Izumi)
声 - 宮野真守
本作の主人公を務める金髪碧眼の少年。紀ノ川インターナショナル・スクール中等部1年の13歳（第2期では中等部2年）。日本人で海洋学者の父とイギリス人で海洋生物学者の母との間に生まれた、日本在住でイギリス国籍を持つハーフの少年で、実家がコーンウォールに、別荘が和歌山にある。
趣味はアスレチックで、高所からのジャンプやバック転も難なくこなすほどの高い運動能力を持ち、アイアンアスレチックで準優勝している。その能力をミルヒオーレに見込まれ、ビスコッティ共和国へ勇者として召喚される。第1期ではミルヒオーレやガウルなど、一部を除くほとんどの者から『勇者』（勇者様、勇者殿）と呼ばれていたが、レベッカとナナミが勇者になった第2期以降は、逆にほとんどの者から『（勇者）シンク』と名前で呼ばれている。
行動的かつポジティブ思考の持ち主で、フロニャルドの「戦」が殺し合いではなく自分の好きなことを活かせるものであることを知り、この状況を積極的に楽しもうという動機を抱く。間抜けな失敗もするが、周囲の期待に応えたいという意志と責任感が強く、決めるべきところではヒロイックな活躍ができる人物。物語当初は子供っぽい部分も持ち合わせていたが、国を護り人々に笑顔を届けるという勇者の使命に向き合うことで成長していく。
武器は「神剣パラディオン」で、棒術の経験があるシンクはもっぱら棒の形態で扱っている。またフロニャルド独自の戦技である紋章砲（炎を操る）や輝力武装を初日で習得し、戦いの中で紋章術を使いこなしていく。輝力武装は人を乗せての滑空（当初は地上すれすれを滑空していたが、第3部では地上と空海を往復できるほどの飛行能力を発揮する）が可能なジェットボード状の「トルネイダー」と、盾状に発動して砲弾などを防御できる「ディフェンダー」。さらにスイトリネズミ討伐時にアデライドから託された「英雄結晶」の効果を猫神捕獲に活用したり、ユキカゼと入れ替わった時に彼女の特性を活かした技を繰り出したりと、応用力も高い。
最初の送還間際にミルヒオーレたちに自身の所有物を託し、元の世界へと戻る。送還後2週間分の記憶がすっぽり抜けていることに戸惑うが、家族らとの旅行先でタツマキから「神剣パラディオン」を渡されたことで全てを思い出し、レベッカやナナミを連れて再びフロニャルドへ行くことを決意する。
第2期では、夏休みを利用してレベッカやナナミとともに再度フロニャルドを訪れる。
2度目の送還間際、約束の品としてミルヒオーレから「ビスコッティ製の地球時計」をもらう。
作中ではレベッカやミルヒオーレなど、複数の女性から恋愛感情や好意を抱かれている（レベッカは『フラグを立てすぎ』と表現している）が、シンク自身は第2期13話でクーベルに『ミルヒオーレやレベッカ、またはその両方と身を固める気はないのか？』と問われた際に『まだ目標を果たしていない』と答えており、恋愛感情よりもまずは公式戦で一度も勝てていないナナミに勝つという目標を優先させたいと考えている。
レベッカ・アンダーソン (Rebecca Anderson)
声 - 高橋美佳子
ヒロインの一人。紀ノ川インターナショナル・スクール中等部1年の13歳（第2期では中等部2年の14歳）。ごく普通の地球人で、在日イギリス人。シンクやナナミからは『ベッキー』 と呼ばれている。シンクとは幼い頃から家族ぐるみの交友があり、彼と同じインターナショナル・スクールに通学している。ややツンデレで、同級生からシンクとの仲を冷やかされた際にはそれを否定しているものの、二人きりの時は親密で、彼に恋心を抱いているかのような態度を見せる。
ゲームや漫画やファンタジー小説が好きで、勇者が異世界に召喚されて活躍するような作品にも親しんでいるが、シンクがそのような異世界に行っていることは、シンクの口から打ち明けられることもなかったため、第1期の時点では全く知らなかった。
第2期では、シンクとともにミルヒオーレに召喚されるが、驚きのあまり目を回し気絶した状態でビスコッティ共和国に到着する。その後も異世界フロニャルドの光景に驚きを隠せないでいたが、シンクとミルヒオーレから全ての事情を聞かされ納得する。シンクやナナミのような運動能力を持っていないために当初は戦興業への参戦を渋っていたが、クーベルに連れ去られて彼女に説得される中で互いの境遇が似ていることを知ってクーベルに共感、説得に応じてパスティヤージュの勇者になり、「神剣メルクリウス」を彼女から貸与されて戦興業デビューを果たす。
クーベルとは憧れの人たちとともに並び立ちたいという思いの共感から、またミルヒオーレとはシンクに好意を抱く者同士という共通点から、特に親交を深めている。
クーベルがイレカエコダマを利用しようとするのを制したり、エッシェンバッハ城の宝物庫から救出したクーベルをなだめたりと、クーベルを見守るお姉さんあるいはお母さん的な描写が見られる。
突出した身体能力を前面に押し出した戦い方をするシンクやナナミとは異なり、晶術の効果的な運用に優れた才を発揮する術師タイプの勇者。魔女の箒のような形態「ブルームモード」に変形させた「神剣メルクリウス」に跨っての飛空戦が得意で、3Dシューティングゲームをやり込んだ経験から、非常に高い回避能力を有している。攻撃手段はタロットカードのようなカードにさまざまな形式の晶術弾を込めて発射する「バレットカード」と晶術銃「ウィッチキャノン」で、スイトリネズミ騒動ではバレットカードで重力弾を放ち大量の子ネズミを集めて一網打尽にしたり、地下迷宮でのクーベルらのピンチではヴァレリアから託された「魔神結晶」を発動させ、空中に留まりつつ魔王紋で威力を増したウィッチキャノンで強力な晶術砲を放ち罠を吹き飛ばすなど、晶術を駆使することでシンクやナナミに劣る運動能力を克服している。
送還間際に約束の品として、クーベルから「母の形見のペンダント」を預かる。
ナナミ・タカツキ（高槻 七海 / Nanami Takatsuki）
声 - 水樹奈々
15歳(第2期では16歳)の女子高生。シンクの2歳年上の従姉で、ロンドン在住のイギリス人クォーターの日系人。シンクにとっては同時にサーカスやアスレチックに魅せられて競って練習を始めた間柄であり、彼の棒術を鍛えた師匠であり、ライバルである。かつてシンクが準優勝したアイアンアスレチックの優勝者で、地球・フロニャルドいずれの公式戦でもシンクに対して無敗。レベッカとも姉妹のように親密な間柄である。
第1期では、主に小説版やドラマCDに登場する。テレビアニメ第1期の本編ではシンクを大会で負かした相手として話題になるほか、最終話で姿を見せる。
明朗快活でノリが良く、異世界であるフロニャルドにもすぐに順応している。親しい者に対して、男女問わず頬にキスをする癖がある。
第2期ではシンクの誘いに応じてフロニャルドへ行くことになり、イギリスからガレット獅子団領国に召喚され、レオンミシェリの依頼に応えてガレットの勇者に抜擢される。
武器は「神剣エクスマキナ」で、戦ではシンク同様主に棒の形態で使用するが、パスティヤージュでの魔王騒動や「ユニオン・フェスタ」でのブリオッシュとの一騎討ちでは、ブーメラン形態で使用して相手に有効打を与えている。またフロニャルド来訪初日で水を操る紋章砲や輝力武装を習得し、水上や氷上を滑走したり、滑空中に水の推進力で方向転換も可能なスケート靴を輝力武装で編み出し、空騎士キャラウェイに対抗する。さらに「熱湯」の紋章砲を放ったり、バトルフィールド全体に水が散布された状況から輝力集中で「氷結」を発動することによってフィールド全体を凍らせて対戦相手の足止めを行ったりと、シンクに劣らず引き出しは多彩。
他人を撫でるのが上手で、レオンミシェリやジェノワーズの3人は彼女に撫でられて骨抜きにされている。地球で調達したマッサージオイルを使ってのオイルマッサージも得意で、レオンミシェリは非常に気に入っている。
送還間際、約束の品としてレオンミシェリから「ユニオン・フェスタ戦興業／ガレット軍MVP賞のトロフィー」をもらう。

### ビスコッティ共和国
フロニャルド大陸南部にある犬のような雰囲気の、犬耳や犬尻尾を持つ人々が暮らす国。領内には大小多数の浮島が空中に浮かんでおり、王族が住むフィリアンノ城とその城下町も巨大な浮島の上にある。農産物と淡水産物に恵まれ、重要な輸出品となっている特産物としてはお茶や葡萄桃と呼ばれる果実がある。王族が国民の信任投票を経て代表として任命されるという政治形態を敷いている。
ミルヒオーレ・F（フィリアンノ）・ビスコッティ (Millhiore Firianno Biscotti)
声 - 堀江由衣
本編のメインヒロイン。ビスコッティ共和国フィリアンノ領の領主を務める14歳の少女で、共和国の代表領主。世界的な歌姫でもあり、諸国への外交の際は楽団を帯同してツアーを同時に行う。周囲からは『姫様』と呼ばれている。略称はミルヒ 。運動神経に優れるシンクを自ら勇者として選び、フロニャルドへと召喚した人物。おっとりとしているが何事にも真剣に取り組む純粋な人柄で、皆から慕われている。ただし領主としての未熟さに悩んでいる面もあり、シンクに対しても勇者を元の世界に戻す手段がないという周知の事実を知らずに勇者召喚を行うという失敗を犯してしまう。
ビスコッティの宝剣「聖剣エクセリード」の現所有者。主に両手剣の形態で使う。一度で複数の紋章砲を放つことが可能。
シンクとは友好を深めたがっており、互いに感謝し大切に思う間柄となっていき、2人きりで行った夜の茶会をきっかけに、『シンク』と名前で呼ぶようになる。敵対するガレットを率いるレオンミシェリとは姉妹同然に育った幼馴染みで、彼女のことを個人的に案じている。元の世界に戻る間際のシンクからは、彼とミルヒオーレの名前とともに彼が再帰還する旨の約束をフロニャ文字で記した「約束の書」と、アイアンアスレチック準優勝の賞品である懐中時計をもらう。
第2期では、かつての約束どおりシンクを再召喚して再会を果たし、新たに来訪したナナミ・レベッカの両名とも交流を深める。特にレベッカとはシンクに好意を抱く者同士であり、交流を深めるにつれ親密な仲になり、剣技や紋章術の訓練に励む動機にもなっている。

#### ビスコッティ騎士団
エクレール・マルティノッジ (Éclair Martinozzi)
声 - 竹達彩奈
ヒロインの一人。ビスコッティ騎士団・ミルヒオーレ直属親衛隊の隊長を務める14歳の騎士で、ロランの妹。なし崩し的にフロニャルドに不慣れなシンクの世話係となる。シンクやリコッタからは『エクレ』と呼ばれている。また耳が垂れているため、レオンミシェリからは『垂れ耳』と呼ばれている。リコッタとともに国の将来を担う有望な人材として周囲の期待を集めているが、やや堅物で真面目すぎる面があり、些細なことでもミルヒオーレを侮辱されたと感じると、彼女を大切に思うあまり激昂してしまう。シンクに対しては重度のツンデレ。普段は男っぽい口調でシンクにも遠慮なく暴力的なツッコミをかましているが、裸を見られたりすれば女性としての恥じらいを見せる。
武器は二刀流の短剣で、剣から衝撃波を飛ばす紋章砲を使う。ミルヒオーレに紋章術の扱いがビスコッティで一番うまいと評されており、シンクに紋章砲を伝授する。第2期では輝力で大型の光の剣を生成する輝力武装「光凛剣」を会得しており、「ユニオン・フェスタ」でのレオンミシェリとの一騎討ちでは二刀流で発動している。
元の世界に戻る間際のシンクから、彼愛用のリストバンドをもらう。シンクの再召喚が可能であることをリコッタから聞いた後は、そのリストバンドを腕に着けてご機嫌で訓練に励み、その成果として二刀流の「エクストリームキャッチ」をシンクやナナミたちに披露する。
ロラン・マルティノッジ (Loran Martinozzi)
声 - 子安武人
ビスコッティ騎士団の騎士団長で、エクレールの兄。騎士の家系の生まれ。シンクやミルヒオーレにとっても兄貴分的な存在であり、年長者として皆を見守る立場の人物。バナードとは、プライベートでは季節の贈り物を届け合う友人同士である。
武器は槍と盾で、強力な防御能力を持った紋章術を使えることから「鉄壁のロラン」の異名を持つ。
元の世界に戻る間際のシンクから、彼が財布に入れていた記念コインをもらう。
エミリオ・アラシード (Emilio Alcide)
声 - 小野友樹
男性。ビスコッティ騎士団・ミルヒオーレ直属親衛隊の若き騎士で、近くアンジュとともに隊長に昇進予定。真面目な性格の人物だが、女性陣からは「エミりん」なる愛称で呼ばれる。
宝剣を賭けた戦ではスリーズ砦の防衛隊長を務め、弓兵隊を率いていたベールを戦闘不能にし、ハーラン騎乗中に弓術紋章砲でメイド服を破壊されたリコッタの仇を取る。
アンジュ
声 - 吉田聖子
ビスコッティ騎士団・ミルヒオーレ直属親衛隊の若き騎士で、近くエミリオとともに隊長に昇進予定。リコッタからは「アン」という愛称で呼ばれている。
アニメ本編ではエミリオと一緒に登場することが多い。

#### フィリアンノ城関係者
リコッタ・エルマール (Ricotta Elmar)
声 - 水樹奈々
ビスコッティ国立研究学院の主席研究士。「〜であります」口調で喋る13歳の少女。親しい友人からは愛称のリコで呼ばれるが、周波増幅器をはじめ様々な発明品を生み出していることから、レオンミシェリからは『発明王』と呼ばれる。見た目は小柄で可愛らしいが有能で、エクレールとともに国の将来を担う有望な人材として周囲の期待を集めている。ミルヒオーレとは学友かつ親友同士で、エクレールやユキカゼとも仲が良い。また国内外問わず友人が多く、特にノワールとは親しく、クーベルとも幼馴染み。相手が悩んでいるのを見過ごせないお節介焼きな一面がある。
戦場では、砲術士を担当している。また宝剣を賭けた戦では、ガレット軍の襲撃を予想してミルヒオーレの影武者を演じている。さらに「ユニオン・フェスタ」でのミルヒオーレと組んでの空中戦では、空中戦を得意とするクーベルを困らせるほど、ブランシールを乗りこなしている。
未知の機械に対する好奇心が強く、シンクが持つ携帯電話に興味を示す。召喚した勇者を元の世界に戻せない事実をミルヒオーレが失念していたことに関して責任の一端を感じており、シンクが元の世界に戻る方法を探す。探し当てた「送還の儀」の内容には大きなショックを受けており、自身の見識不足を責め続けながらも悲劇を回避する方法を探し続ける。元の世界に戻る間際のシンクから4色ボールペンとポータブルスピーカーをもらう。
実は「音痴」という設定があり、そのためかビスコッティの主要女性キャラクターが歌うキャラクターソング「Miracle Colors -Remix-（ドラマCD vol.3に収録）」に唯一参加していない。
アメリタ・トランペ (Amelita Tremper)
声 - 瀬戸麻沙美（第1・3期）
女性。ミルヒオーレの専任秘書官で、為政者でありアイドルでもあるミルヒオーレの多忙なスケジュールを管理している。
ガウル曰く、ミルヒオーレとレオンミシェリとの間柄を最もよく知る人物。
リゼル・コンキリエ (Riselle Conchiglie)
声 - 平田真菜
女性。フィリアンノ城のメイド長。ミルヒオーレ直属メイド隊の隊長として、城内の清潔とミルヒオーレの警護を担う。メイド隊流護衛剣術の突剣二刀流マスターで、戦の際には剣を持ち姫を狙う刺客と戦うこともあり、宝剣を賭けた戦ではミルヒオーレの宝剣を奪いにスヌーズ砦を急襲したビオレらを捕らえる。

#### 風月庵
ビスコッティ共和国領内の竹林に囲まれた、茅葺の庵に似た和風建築の建物。ビスコッティ隠密隊の拠点となっている。
ブリオッシュ・ダルキアン (Brioche Dalkian)
声 - 日笠陽子
ビスコッティ騎士団に身を置く自由騎士で、自由な権限を与えられている「隠密隊」の頭領。ユキカゼからは「お館さま」と呼ばれ、自らを「拙者」と呼び、「〜でござる」口調で喋る。常に泰然自若に振る舞う、長身で中性的な印象の人物で、大陸最強の剣士として敬われている。その正体は諸国を巡って魔物や禍太刀を封じて回る封魔の狩人の一員にして討魔の剣聖であり、物語開始当初はその任務のためにユキカゼとともに国を離れていた。
かつての名はヒナ・マキシマ。イスカの妹であり、旧友のアデライドたちからは現在でもその名で呼ばれる。幼い頃（150年以上前）に魔物に国を滅ぼされ、兄のイスカとともに魔物を退治した際に魔物の血を大量に浴びて不老不死となり、成長も幼い少女の状態で止まってしまう（その後ヴァレリアの研究により、緩やかではあるが成長できるようになる）。その後は兄とともに魔物退治と禍太刀集めの旅を続けていたが、その途中でクラリフィエやアデライドと出会って彼女のパーティに参加し、伝説の勇者パーティのひとりに数えられる。クラリフィエの死後はアデライドたちや兄と別れて単独で魔物退治を続けていたが、その道中でユキカゼを拾い、現在の風月庵に拠点を置くようになる。アデライドとヴァレリアとは現在も親しい間柄。
武器は大太刀で、紋章剣「烈空一文字」などの技を使う。封魔の技は輝力武装「神狼滅牙」で、この技はブリオッシュ以外は扱えない。
愛騎ムラクモは通常のセルクルと比べるとかなり大きく、街中では他のセルクルがたじろぐほど。
元の世界に戻る間際のシンクから、ロランと同じく彼が財布に入れていた記念コインをもらう。
ユキカゼ・パネトーネ (Yukikaze Panettone)
声 - 阿澄佳奈
女性。ビスコッティ騎士団に身を置く自由騎士で、ブリオッシュ率いる「オンミツ部隊」の筆頭。愛称はユッキー 。ブリオッシュと同じく自分のことを「拙者」と呼び、「〜でござる」口調で喋る。狐耳と狐尻尾を持つ少女の姿をしているが、その正体は天狐の土地神。その昔、魔物に親を殺されて行き場をなくして放浪していたところをブリオッシュに拾われる。
明るく天真爛漫で人懐っこく、会って間もないシンクともすぐに打ち解けている。またミルヒオーレ・リコッタ・エクレールの3人とは彼女たちが幼い頃から仲良し。ミルヒオーレたちの成長に対してユキカゼの成長が追いつかない時期もあったが、修行を重ねていくうちに作中で随一の豊満なバストとスタイル抜群の体つきとなる。寝る時に側の人間に抱きつく癖がある。
戦ではユキカゼ式体術と、短刀や弓などの様々な武器で忍者のように戦い、紋章拳「狐流蓮華昇」や弓術紋章砲「一の矢・花嵐」などの技を扱う（第2期以降は、総じて「ユキカゼ式忍術」と呼称される）。隠密らしく相手の虚を突く戦いが得意だが、正面からの戦いでは劣勢になることが多い。興行においても1対1で戦う場面はなく、自軍のサポート役に回ることが多い。
戦闘服となる忍装束は機動性重視のため、破れやすく、レオンミシェリの一撃で全破壊してしまうなど防御面に弱点を抱える。
シンクが元の世界に帰還する際には、彼から携帯ストラップをもらう。
イスカ・マキシマ
声 - 勝杏里
第2期から登場。ブリオッシュの実兄で、妹と同じく退魔の剣士であるが騎士団には身を置かず、常に旅を続けている流れ者。国宝級の刀を何本も遺すなど、天下に名を馳せる刀鍛冶。妹のことは「ヒナ」と呼び、妹からは「兄者」と呼ばれる。ほとんど便りを出さないため、ブリオッシュには死んだものとまで思われる。アデライドとヴァレリアとは古くからの友人で、伝説の勇者パーティ5人のひとり。ブリオッシュ同様、過去に魔物の血を浴びたことによって不老不死であり、外見は痩身の若者だが年齢は高い。
武器は日本刀状の剣で、居合斬りのような紋章術を扱う。また、持ち合わせている札で魔物の力を封じることも可能。
エイカ
声 - 寿美菜子
風月庵にいる女性使用人で、たすき掛けした前掛け姿。ウサギ耳で毛並みは茶色。
カナタ
声 - 永田依子（第1期・第2期）→ 巽悠衣子（第3期）
風月庵にいる女性使用人で、台所に立つことが多いため割烹着を身に付けている。毛並みは灰色。
タツマキ
ビスコッティ騎士団の使役犬で、隠密隊のベテランオンミツ。ミルヒオーレの命によりシンクをフロニャルドに召喚するゲートを開く。またシンクの記憶を取り戻すという命を受けて地球に帰還したシンクにパラディオンを届け、さらにシンクたちを再召喚するために地球を訪れるなど、地球とフロニャルドを繋ぐ使者としての役割を担っている。
ホムラ
隠密隊の白い使役犬。ブリオッシュたちの帰還を伝え、ロランからブリオッシュたちへの伝令を託される。普段は炊事も手伝っているらしく、魚が焼けたのを知らせたり、炊飯釜の火加減を見たりしている。
コノハ
隠密隊の白い子狐。魔物の波動を感じると、危険警報のような音色を出す。

#### 放送関係者
パーシー・ガウディ (Percy Gaudi)
声 - 平田真菜
ビスコッティ国営放送所属で主に突撃リポートを担当。「国の宝剣を賭けた戦興業」のビスコッティ側突撃実況、フランボワースとともに「お帰り勇者様 歓迎記念戦興業」の実況・司会、フランボワースやカリンとともに「ユニオン・フェスタ」開幕戦の実況・司会などを務める。
エビータ・サレス (Evita Sales)
声 - 松来未祐
ビスコッティ国営放送所属。国の宝剣を賭けた戦ではジャンとともに実況・解説を担当。

### ガレット獅子団領国
猫のような雰囲気の、猫耳や猫尻尾を持つ人々が暮らす、海の恵み豊かなフロニャルド南方の国。王族は町を見下ろす岬の突端に位置するヴァンネット城に住む。隣国ビスコッティ共和国は古くからの友好国であり、交遊関係でも主要な面々どうし仲が良いが、シンクが初めてフロニャルドに召喚された頃は、とある理由から敵対関係になっており、その顛末がアニメ第1期の主題となっている。
レオンミシェリ・ガレット・デ・ロワ (Leonmichelli Galette des Rois)
声 - 小清水亜美
ガレット獅子団領国の王。16歳ながら武勇にも優れる『百獣王の騎士』。略称はレオ。一人称は『儂』。本来であれば『陛下』や『姫』と呼ばれるべきだが、そのように呼ばれることを嫌っており、周囲には『閣下』と呼ばせている。ミルヒオーレとは幼馴染みで姉妹同然な間柄で、精神的支柱である彼女を護るためなら、自らが犠牲になることをも厭わない。星詠みでミルヒオーレの死を予見してしまい、それを回避するためにビスコッティに戦興行を立て続けに仕掛け、同時に彼女とも疎遠になるが、グラナ砦での魔物騒動後に和解する。
戦においては愛騎トーマとともに先陣を駆け、両手剣・弓・長柄斧・「魔戦斧グランヴェール」など、もっぱら大型の武器を扱い、「獅子王炎陣大爆破」をはじめとする大規模紋章砲の扱いに長けている。また高い戦闘能力を持っており、その力はエクレールとユキカゼを同時に相手して退けるほど。その強さと美貌から各国からの求婚者が引きも切らず、求婚に際しては1対1で自分を打ち倒すことを条件にしており、ヴァンネット城で「お見合い興業」が大々的に実施されている。
ガウル・ガレット・デ・ロワ (Gaul Galette des Rois)
声 - 柿原徹也
ガレットの第1王子であり、レオンミシェリの弟で13歳。略称はガウ 。自信家で「戦」に楽しみを見出し、悪ぶった台詞回しを好むが、意に反して勝負相手に怪我をさせたり迷惑をかけたりした場合には動揺する一面もある。直属の配下には、ゴドウィン将軍と親衛隊トリオ「ジェノワーズ」がいる。かつてミルヒオーレと親しかったはずの姉の真意を掴みかねており、不仲の理由を知りたがっている。シンクと同じく軽装での戦いを得意とし、通常は両手の爪を使うが、槍を武器に戦うこともある。作中では身体能力を強化する「獅子王爪牙」や、攻撃技「天雷爆砕陣」といった技を使用している。シンクとは戦を機に親しくなる。シンク曰く『あれで女の子に人見知りする』らしく、自国の勇者となったナナミからの行き過ぎたスキンシップをきっぱりと拒絶し、節度ある関係を築こうと提言したり、第3期でもベルデに対して『どんな理由があっても、男が女を泣かせちゃいけない』と諭すなど、男女の関係については非常に生真面目な一面を持つ。
レオンミシェリ曰く、ガレット領主の座は彼のものであり、彼女自身はガウルが大人になるまで一時的に預かっているだけとのこと。

#### ガレット獅子団
ゴドウィン・ドリュール (Godwin Dorure)
声 - 若本規夫
男性。ガレットの将軍。ガウルの直属の配下。怪力を誇る巨漢で、武器は鎖で繋がれた鉄球が付いた大斧。ガレットでは比較的新参の武将。
ガウルと同様に好戦的で豪快な性格だが、目上の人物に対してはプライベートであっても常に畏まってしまう堅物。ノワールとジョーヌからは『おっちゃん』と呼ばれている。ドラマCDに登場する妻・エリーナ（声 - 田中理恵）を心底愛する愛妻家でもある。
バナード・サブラージュ (Bernard Sabrage)
声 - 小野大輔
男性。ガレットの騎士団長で、将軍の地位にある人物。騎士の家系の生まれ。ビオレとともに国営放送における実況での解説も担う。ロランとは、プライベートでは季節の贈り物を届け合う友人同士である。武器は槍と盾。レオンミシェリの真意を知るひとり。
チェイニー
ガレット騎士団のオンミツ猫。レオンミシェリの命でナナミを迎えるべく、フロニャルドに通ずるゲートを開く。

#### ジェノワーズ (Génoise)
ガウル直属親衛隊の少女たち。マルチに活躍するトリオユニットであり、ガレット内でも上位に入る実力者であるが、何かと問題を起こしており、エクレールやガウルから『3バカ』とも呼ばれている。3人ともガウルの幼馴染で、幼いころからガウルと常に一緒に行動しており、恋愛感情を超越した固い絆で結ばれている。非常に気さくで、王族だろうと誰だろうとすぐ仲良くなれるが、ゴドウィンからは『お前らは柔らかすぎる』と言われている。
ノワール・ヴィノカカオ (Noir Vinocacao)
声 - 花澤香菜
「ジェノワーズ」のセンターを務める軽装戦士。愛称はノワ。自身の胸の大きさにコンプレックスを持っている。無口で無表情な少女だが、短剣とナイフの能力に秀でている上に、意外とおちゃめな面を持った戦士である。機嫌を損ねてすね始めると長引く。非常に負けず嫌い。ガウルとの付き合いはジェノワーズの中で一番古く、幼年学校の同級生であり、ガウル曰く昔は生意気で、かつてはよく喧嘩していたという。インテリであり、シンクの帰還後に勇者召喚に関する詳しい資料をリコッタに提供している。第2期では第1期に出た魔物の対策としてレオンミシェリとガウル双方からガレットの魔物対策機関の立ち上げを打診され、第3部では魔物対策部署にも兼任で所属している。その関係でシンクやエクレール、ユキカゼの合宿に参加するなど、ジェノワーズとしての活動以外に単身での国外活動も多い。リコッタとは親友であり、エクレールとは同い年で良きライバル。他にもシンクをはじめ、ビスコッティ国内の若手騎士たちとも普通に仲良しである。武器は短剣だが、第2期以降では尻尾を先端に刃が付いた伸縮自在の七又の尾に変化させる輝力武装「セブンテール」を使用する。また、魔物との戦闘ではイスカが使用するものと同形の退魔の札を併用する。
ジョーヌ・クラフティ (Jaune Clafoutis)
声 - 永田依子（第1・2期）→ 巽悠衣子（第3期）
「ジェノワーズ」の重装戦士。愛称はジョー。巨大な武器を振り回すほどの怪力を持ち、力任せの戦いを得意とする少女。第1期では自分の身長以上の大きさの戦斧を使用、第2期以降は長大なハルバードも併用する。西方の訛りとされる関西弁のような口調で喋る。性格は基本的に元気で明るい子。ジェノワーズの3人の中では一番の恥ずかしがりで、戦場で脱がされるのを嫌がっている。
ドラマCD三巻では、彼女がバナード・ゴドウィンに次ぐ第三の将軍に近い位置にいると、レオンミシェリやビオレから評価を受けている。
ベール・ファーブルトン (Vert Far Breton)
声 - 寿美菜子
「ジェノワーズ」の弓術士で最年長。ジェノワーズ１の胸の持ち主。北方の聖ハルヴァー王国の出身。愛称はベル。弓矢の扱いに秀でている。何もないところで転ぶほどのドジっ娘で、背後に立たれることは危険と恐れられている。おっとり系で怖い話が苦手。「立ち耳」と呼ばれるウサギのような長い耳をしており、聴力が非常に優れている。

#### 城内関係者
ビオレ・アマレット (Violle Amaretto)
声 - 丹下桜
女性。レオンミシェリの側役を務める有能な人物で、近衛隊長を兼任している。作中ではバナードとともに解説を担当。レオンミシェリの真意を知るひとりであり、第1期8話ではレオンミシェリの出陣前に「聖剣エクセリード」を奪取せんと、部隊を率いてビスコッティ本陣を急襲する。常識人であり、天衣無縫で自由闊達なレオンミシェリやナナミ、ガウル、ジェノワーズのお目付け役として気苦労が絶えない。
ルージュ・ピエスモンテ (Rouge Piedmont)
声 - 寺本來可
女性。ガウルに仕える近衛メイド長のひとり。ガウルがミルヒオーレを誘拐した際にはミルヒオーレの接待を担当し、宝剣を賭けた戦ではレオンミシェリのサポートを務め、ミルヒオーレとも剣を交える。

#### 放送関係者（ガレット）
フランボワーズ・シャルレー (Framboise Charle)
声 - 櫻井孝宏
男性。ガレット国営放送の報道員で、戦の実況や現地レポートを行う。
ジャン・カゾーニ (Jan Gazzoni)
声 - 小野友樹
ガレット国営放送所属。ルックスや語り口から女性人気が高いという設定。宝剣を賭けた戦ではエビータとともに実況と解説を担当している。

### パスティヤージュ公国
ビスコッティ共和国の西側にあるリスのような雰囲気、リス耳やリス尻尾を持つ人々が暮らす国。ビスコッティやガレットに比べて国民がやや運動能力に劣るため、戦興業はあまり盛んではない。しかし、パスティヤージュの山岳部に生息する大型鳥「ブランシール」を飼育して乗用鳥とする技術や輝力の独自運用技術である「晶術」など、両国にはない独自の技術が受け継がれており、飛空戦に優れる「空騎士」が活躍している。
クーベル・E（エッシェンバッハ）・パスティヤージュ (Couvert Eschenbach Pastillage)
声 - 悠木碧
公国の第一公女で、次期代表領主見習い中の12歳。ビスコッティとの国境にほど近い芸術の都・エスナートにあるエッシェンバッハ城に住まう。愛称は『クー様』。アデライドの子孫。ミルヒオーレとレオンミシェリよりも幼く、2人を姉のように慕っており、いつの日か2人に並び立つ立派な領主になりたいと思っている。領主としてはまだまだ経験不足だが人を見る目は非常に優れており、レベッカが自分同様シンクやナナミと並び立ちたいと考えていることを一目で見抜いている。
戦の中継に映っていたレベッカを一目で気に入り、パスティヤージュの勇者として招こうと戦への乱入を画策し、レベッカを説得して勇者として迎え入れる。宝剣「天槍クルマルス」を所有しており、レベッカに「神剣メルクリウス」を貸与する。輝力武装「スカイヤー」は空飛ぶ絨毯に操縦席がついたような形状で、かなりの大人数を乗せて飛ぶことも可能。
パスティヤージュに伝わる石碑を「英雄王と魔王」にまつわるものだと知りながらシンクに調査の手伝いを頼み、結果ヴァレリアの復活を招いてしまうなど、意図せずして騒動の種になってしまうことがある、ある種天然のトラブルメーカー。

#### 晶術騎士団
キャラウェイ・リスレ (Callaway Risler)
声 - 水島大宙
男性。パスティヤージュ晶術騎士団の騎士で、エッシェンバッハ騎士団の指揮隊長。クーベルの奔放さに翻弄されているが、勇者を招聘できたり三国同盟が築かれたりと良い結果になっているため、懸命にクーベルを支えている。戦では空騎士として活躍し、剣から晶術を放つ。
リーシャ・アンローベ (Liscia Enrobéz)
声 - 内田真礼
パスティヤージュ晶術騎士団の女騎士で、飛空術騎士団の隊長。ヴァレリアのセクハラの標的にされることが多く、第2期では攻撃を食らって身体に巻いていたバスタオルを破られたりしたが、第3期ではヴァレリアを手玉に取っている。
シュゼ
第3期でレベッカのもとに遣わされた小鳥。クーベルの命により、レベッカを迎えるべくフロニャルドに召喚するゲートを開く。

#### 放送関係者（パスティヤージュ）
カリン・マクダネル
声 - 浅井久美子
女性。エスナート芸術音楽祭およびユニオン・フェスタの実況を担当。姫カット（後ろ髪は束ねている）のような髪型に蝶結びの髪飾りを付けている。

#### 古の人物
エスナート郊外の英雄王の丘にある石碑で長く眠っていたが、シンクとクーベルが一緒に石碑に触れたことで封印が解けて古の眠りから目覚めた者たち。なお、石碑に関しては英雄王の子孫であるクーベルしか知らない。マキシマ兄妹（イスカとブリオッシュ）とは古くからの友人で、下記の3名にマキシマ兄妹を加えた5人のパーティは現在のフロニャルドの平和の礎を築いた伝説の勇者パーティであり、その英雄物語はフロニャルド全土で親しまれている。
アデライド・グランマニエ
声 - 喜多村英梨
二つ名は『英雄王アデル』。金髪、瞳が青い☆マークになっている女性で、クーベルの先祖。はるか昔にクラリフィエの勇者召喚に応えてフロニャルドにやってきた近代フロニャルド史における最初の召喚勇者であり、地球ではフランスの片田舎のワケありの貴族の娘だった。もともと地球人 のため尻尾を持たず、耳もシンクたちと同じ人間耳である。語尾に「〜なのです」を付ける口癖がある。
世界が平和になったことに伴ってヴァレリアとともに眠りに就いていたが、ヴァレリアの封印解除に対し、クーベルやシンクの感情に呼応して再召喚される。魔王騒動が片付いた後で再び眠りに就こうとしたが石碑の故障で叶わず、エッシェンバッハ城に用意された部屋で暮らすことになる。
勇者たちと結んだネットワーク「ブレイブコネクト」で勇者たちと遠隔通信を行ったり、多人数を召喚・転送することができる。武器はパスティヤージュに伝わる拳銃型の伝承神器『グランマルス』と剣で、剣は巨大ハンマー（鎖鉄球）に変形可能。
「ユニオン・フェスタ」では自分が過去の人間であることを気にして参加をためらうが、公国のピンチに最終的にはヴァレリアからもらった仮面を着けてパスティヤージュの助っ人「英雄仮面」として参加する。正体を隠しての参加のはずが、シンクたちに名前で呼ばれてしまった上、さらに本人も上がったテンションのままに仮面を外し、素顔をさらしてしまう。
ヴァレリアに対しては鎖鉄球攻撃や眼つぶしをするなどしているが、基本的には非常に親しい関係であり、ミルヒオーレたちからその関係に興味を持たれている。また自分をフロニャルドに召喚したクラリフィエに対しては現在でも格別の感謝と尊敬の念を抱いており、『英雄王の立場も二つ名も彼女から預かっただけ』と言っている。
ヴァレリア・カルバドス
声 - 鳥海浩輔
二つ名は『魔王カルバドス』。銀髪の男性。クラリフィエの弟で、元はパスティヤージュ王国の第1王子。魔王を名乗っているが魔物の王というわけではなく、魔神の力を使うことに長けた古代英雄の一人。かつては「学士ヴァレリー」と呼ばれる魔物とフロニャルドの歴史を研究する学者であり、平和な世界でも魔物の研究や飼育をしやすくするため、自らを魔王と名乗るようになる。多彩な魔力を操る他、相手の輝力（ヴァレリアにとってご馳走）を一瞬にして吸い取り己の体内に吸収する能力を持つ。
クラリフィエの魔物退治に対して当初は否定的な立場だったが、後にその魔物に関する知識を求められてパーティに参加、英雄の一人に数えられる。クラリフィエの死後は、アデライドとともに英雄王の丘の石碑で眠りに就く。
女性の裸が大好きな筋金入りのスケベで、復活後は覗きにスカートめくりにとセクハラの限りを尽くす（ただし、身体に直接触れるような行為は一切しない）が、シンクたち3勇者の連携戦術に敗れ、最後はアデライドに止めを刺されて大人しくなる。彼もまた石碑の故障で、エッシェンバッハ城に用意された部屋で暮らすこととなる。
アデライドには頭が上がらず、多分に尻に敷かれているが、彼女に対して『結局一番可愛いのはお前』と言い切ったり、「ユニオン・フェスタ」では立場を気にして参加したいのを堪えている彼女に正体を隠すための仮面を提供するなど、親しい関係でもある（イスカ曰く『夫婦』）。スケベでお調子者ではあるが、魔物が討伐されて世界が平和になった後に起こるであろう人間同士の争いを憂慮するなど、思慮深い一面も持っている。魔物の研究をしているために禍太刀にも詳しく、魔物に変化した土地神や精霊などを元に戻すための封印などを考案している。
クラリフィエ・エインズ・パスティヤージュ
声 - 悠木碧
二つ名は『英雄姫』。故人。ヴァレリアの姉で、パスティヤージュ王国の女王。クーベルと非常によく似た容姿をしている。アデライドやヴァレリアからは『フィー』の愛称で呼ばれる。
魔物や凶暴な野生動物が跋扈し、国同士の交流もままならないフロニャルドの現状を憂い、魔物を討伐して人々が平和かつ安全に暮らせる世の中にするために自らが魔物退治をすることを決断。その手伝いをしてもらうためにアデライドを勇者召喚で地球から呼び寄せ、彼女とともに魔物退治の旅に出る。
英雄姫として魔物退治を進める一方で、『人と魔物との戦がなくなれば、次は人間同士での争いが起きるようになる』というヴァレリアの懸念を受け、大陸での人間同士の争いをなくして平和な形で問題を解決するための仕組み作りにも尽力。その仕組みは大陸協定委員会として、現在のフロニャルドに受け継がれている。
治療術と精霊術に長けており、アデライドらとともに英雄結晶や精霊結晶を開発する。だがそれゆえに魔物の瘴気の影響を受けやすく、魔物退治を続ける中で徐々に体を蝕まれていく。しかし自らの死期を悟ってもなお、自分が夢見た平和な世界の礎となるべく魔物退治に奔走。最後は病に倒れるが、アデライドに後のことを任せて『後悔はない』とつぶやきながら笑顔でこの世を去った。
アデライドやヴァレリアが眠っていた英雄王の丘は、もともとは彼女の墓所である。彼女の没後、パスティヤージュは王国制から公国制に移行し、彼女はパスティヤージュ王国最後の王となった。

### 聖ハルヴァー王国（サンクト・ハルヴァー王国）
うさぎのような耳と尻尾を持つ人々が住むフロニャルド北方にある国で、ベールの故郷でもある。
リーフ・ラング・ド・シャー・ハルヴァー
声 - 折笠富美子
第3期6話より登場。うら若き聖ハルヴァー王国の第8王子で、ベールの遠い親戚。俊敏な動きで機械弓と片手剣を操る軽装戦士。幼い頃、度々ハルヴァーを訪れていたレオンミシェリから剣・弓の稽古やアドバイスを受けて日々鍛錬を重ねており、その真面目さと謙虚さはレオンミシェリから高く評価されている。レオンミシェリとゆっくり話す機会を求めてお見合い興業に容姿と名前を隠して参加し、惜敗したもののレオンミシェリを防具完全破壊まであと一歩のところまで追い詰める。また、ナナミとの練習試合でも互いに防具を破壊し合って引き分けに持ち込むなど、戦闘力は非常に高い。ただお見合いの意味を誤解しており、ベールから本来の意味を聞いた時にはレオンミシェリへの特別な想いも相まって自らの行いに赤面するなど、年相応な一面も見られる。

### 竜の森
フロニャルド大陸南方、コロネ高地にある神竜たちが住まう森。神竜たちが騒ぐことによる災厄を防ぐため、人間が立ち入ることを好しとしない。ミルヒオーレたちは、召喚事故に遭ったシンクとナナミを迎えるため、竜の巫女・シャルに立ち入ることを事前に伝えて無用の争いにならないように配慮している。
シャル
声 - 上坂すみれ
竜の森に住まい、神竜の意思を人々に伝える竜の巫女。落雷による召喚事故で竜の森に迷い込んだシンクとナナミを助ける。弓術紋章砲を使う弓使いで、俊敏な身のこなしを活かした攻撃を得意とする。竜の森の魔物騒動を一人で解決しようと悩んでいたが、魔物に襲われたところをシンクたちに助けられて考えを改め、竜喰いと呼ばれる魔物の存在とその討伐への協力を要請。最終的に竜喰い退治を三国連合とともに成し遂げる。その後、星鯨の異変をビスコッティに知らせるために火竜を伴って再登場し、シンクたちとともに星鯨の調査に向かう。
ペガ
シャルに仕えるマスコットで、翼を持った豚のような姿をしている。空の巫女の元で生まれた星の使い。召喚事故で紛失したナナミの荷物に付いていたキーホルダーをシャルの元に持ってきたことで、シンクたちは無事に紛失した荷物を見つける。
ファリーヌによって本来の姿を解放されるが、その姿は竜の角を持ったペガサスのような風貌である。

### 空海（そらうみ）
フロニャルドの上空、雲の上にある。浮島と雲の間にあるその空間には生き物や精霊たちが居り、独自の生態系が存在する。
到達するには厚い雲の層を突き抜ける必要があり、シンクたちはシャルが乗ってきた火竜にロープを固定し、それに掴まって行くこととなる。
星鯨（ほしくじら）
空海を浮遊する、山脈より大きい空飛ぶ大精霊。国も領土もない空海の平穏を司る存在で、人間や神竜たちよりも以前からフロニャルドに生きている。年に数度程度、地上からも泳ぐ姿が見られる。
口を開けたときの吸引力は、火竜でさえも抗えないほど。
体内には空の巫女、空人（そらびと）と呼ばれる小柄の精霊、そして星の民がいる。
星鯨は、空海に漂う悪い成分を含む空気（瘴気）を飲み込んで体内で浄化する働きがある。空の巫女は星鯨の声を訊き、星の民が癒しの歌や祭りの歌を歌うことで星鯨の体調は保たれ、体内の環境も豊かになる。瘴気は星鯨の体内で病魔という形で現れ、通常は星の民の歌の力により浄化される。しかし、病魔を浄化しきれず体外に溢れ出てしまうと、空海の島々や地上にまで災厄が及ぶ可能性がある。
かつてアデライドたちも空人の里を訪れている。
ファリーヌ
声 - 高垣彩陽
星鯨の中にいる、星鯨と地上を繋ぐといわれる空の巫女。元々地上にいた土地神の一族で身体がとても大きい（正座したとき膝までの高さがシンクたちの身長とほぼ同じ）。右手には打撃部分に棘がついたメリケンサック様の武器を、左手には数珠を装備している。
普段は水鏡を使い、星鯨の体内だけでなく体外や地上も観ている。千切った自身の髪の毛から小さな分身を生むことができ、シンクたちの誘導や火竜の捜索を担う。
グリ
ファリーヌに使える黒いマスコット。シャルの使いであるペガと仲良し。巨乳好きかもしれない。（ジェノワーズ３人を乳比べしてベールの谷間に飛び込んだ）ファリーヌの分身とともにシンクたちを星の民が住む里へ案内する。騒動終了後は地上と空海の友好の証として三国連合に贈られ、ガウルに託される。幻獣と呼ばれるペガと同種の生き物で、真の姿は羊の角が生えたグリフォンのような姿をしている。

#### 星の民
星鯨の体内にある「星の民の里」に住む人魚に似た人たちで、星鯨を癒す歌を歌える。水陸どちらでも呼吸はできるが、きれいな淡水が近くにないと生きていけないこともあり、外界との交流はほとんどない。水鏡を使うことにより外の世界を見ることができる。
アリア
声 - 小倉唯
星の民の里に住む歌姫で、星祭りの最重要人物。
星鯨の体内にある湖に落ちて気絶していたガウルを助けた少女。自らの名前と病魔以外の記憶を失い声も出せないが、相手の脳裏に直接想いを伝えることはでき、星鯨に取りつく病魔の存在をガウルに伝える。記憶喪失に加えて迷子であるためガウルに一時保護され、ガウルらの迎えに向かったファリーヌの分身に導かれて里に戻る。その後突然現れたベルデに連れ去られるが、ガウルとジェノワーズの手によって再び連れ戻される。
地上の興行が好きでよく水鏡を使って観ており、いつか地上に行ってみたいという夢を持っている。しかし、そのことが結果的にベルデの使徒としての覚醒と様々な厄災を引き起こしたことを気に病んで自分だけを一方的に責め、夢にも蓋をしようとするが、ノワールに諭される。
とても心優しく、ベルデが使徒だと知ってもなお、彼の心の根底にある自分への優しさと思いやりの心に気づき、受け入れている。
ベルデ
声 - 國立幸
突然里に現れた、病魔の力を持つ少年。両腕から放つ病魔による遠隔攻撃は相手を追尾することができ、装身具を破壊する威力を持つ。アリアの強奪を阻止しようと立ち向かってきたユキカゼとシャルをあっさり倒し、さらに英雄結晶を使用したガウルでも手に余るほど、接近戦においても攻撃力と俊敏性が高い。
本来の姿は高位精霊か土地神の眷族で、アリアの手のひらに乗るぐらい小さな姿だったが、アリアの地上に行きたいという願いを叶えるべく、星鯨の体内にあった禍太刀を手に取って禍太刀憑きの使徒になる。しかし一連の行為がアリアが望んだ形ではないことを告げられて失望し、アリアの声を奪う。かつて、使徒であることを理由に地上で虐げられたことから、アリア以外の者に対して非常に強い不信感を抱いており、星鯨を含めてアリアを地上に連れていくために邪魔になると判断したものを全て消し去ろうとするが、英雄結晶を発動したシンクとガウルによって倒され、星鯨の体内に駆け付けたミルヒオーレの癒しの歌の効果で力を失う。最後はアリアに声を返し、アリアの謝罪と感謝に対して自身もこれまでの行為を謝罪して自身の身体から禍太刀を分離し、結晶の中でゆっくりと浄化の時を過ごすことになる。

### 土地神・魔物
子狐
声 - 小清水亜美
元は山間で静かに暮らす土地神であったが、数百年前、落雷とともに落ちてきた禍太刀（声 - 岩田安宣）が身体に突き刺さり魔物（声 - 岩田安宣）と化す。母狐を殺して取り込むとフロニャルドの大地に殺戮と破壊を振りまいたが、200年余り前に聖剣の主によって封印される。ミルヒオーレとレオンミシェリとの対決の最中に封印から目覚め、ミルヒオーレを取り込もうとするが、身体に突き刺さっていた禍太刀をシンクとミルヒオーレにより引き抜かれ、元の姿に戻る。その後ユキカゼに引き取られ、傷が癒えた後故郷の山に帰される。
母狐
声 - 折笠愛
元は子狐とともに山間で静かに暮らす土地神であったが、数百年前、魔物と化した子狐に殺されて取り込まれ、霊体としてで子狐の傍に居続ける。魔物と化した子狐に取り込まれかけたミルヒオーレに語りかけたことが、最終的に子狐の救済へと繋がる。ミルヒオーレの臨時ライブではライブ演出の一端を担った後、天に昇る。
ハチェスタ黒熊・ハチくま母さん
漫画「DOG DAYS」に登場する。ビスコッティ南部・ハチェスタ森林地帯に棲む大型獣。体内で「ハチ蜜」を作り、取り出して貯蔵している。人間とは普通に会話できるが、言葉遣いは悪い。兄弟仲が良いことで知られ、群れで行動している。ハチ蜜採取のために1匹の黒熊に決闘を申し込んだシンクたちは、結果的に大家族の群れと決闘することになり、その後子熊たちのピンチに「ハチくま母さん」が登場することとなる。
ハチくま母さん（「ハチェスタ黒熊の母さん」の略）はブリオッシュの昔馴染みで、「ハチくま真拳」はブリオッシュから伝授されたものである。そのためブリオッシュからは「母御殿」と呼ばれ、ブリオッシュを「センセー」と慕う。寛容な面も見られ、ハチ蜜を貰う条件を満たせなかったシンクたちに樽入りのハチ蜜を分け与える。
アニメ版では第3期5話において名前のみ登場している。
オイハギウサギ
ガレット国内東方街・アヤセに現れた女性の着物を狙う魔物。少女に化けるのが得意で、動きが素早い。群れで行動し、親玉ウサギが好む物を仲間が集める習性があり、捕まった仲間がいると取り戻しに来る。凶暴な性格で、手持ちの武器で容赦なく標的を襲うが、倒されると元の姿に戻り大人しくなる。最後はミルヒオーレとレオンミシェリらに倒され、もともとの生息地であるガレット北東部国境付近・ミスハ山に放される。魔物ではあるが、扱いは野生動物と同じ。人に化けている時だけ普通に喋れる（親玉ウサギは不明）。猫神と仲が良い。
スイトリネズミ
南方フレージェ砂漠にある封印洞窟でかつてアデライドたちに封じられた巨大ネズミの魔物。傷んだ封印にアデライドが触れたことで封印が破損したため出現する。かつては巨大ネズミだったが復活直後の姿は大量の子ネズミ。ダメージを受けて「けものだま」化することから、すでに魔物ではなくなっている。集団でアデライドたちを襲って輝力を吸収して空腹を満たすが、襲われた者たちは幼くなり、紋章術が制限され腕力が落ちる。空腹を満たした子ネズミたちは集まって1匹の巨大なネズミに変身し、尻尾での攻撃や強力な輝力砲を放ちシンクたちを追い詰めるが、英雄結晶の発動に伴うシンクとガウルの猛攻で倒される。その後アデライドらにより、すでに倒した大量の子ネズミとともに再封印される。
猫神
声 - 悠木碧
土地神の子供で、猫神の眷族。動きが素早く、かつ相手の体を自在に操る術を持つ。倒されると「けものだま」に変化する。言葉は「ニャー」としか喋れない。宝石や装飾品が大好きで、仲良しの親玉ウサギと一緒に着飾りたくて、パスティヤージュ公国内で盗みを働き騒動を起こす。追ってきたリコッタやユキカゼを手玉に取るも最後はシンクとエクレールに倒される。帰り際にシンクからブレスレットを貰い、ミスハ山に帰される。その後は親玉ウサギたちと仲良く暮らす。
イレカエコダマ
声 - 堀江由衣
アデライドが人里離れた場所に放そうとして、風月庵に置いて行ってしまった精霊。範囲内にいる者の身体と人格を入れ替える術を持ち、シンク、ミルヒオーレ、ユキカゼ、およびイレカエコダマの四者で人格入れ替わりを起こす。人格は入れ替わった身体が持っている能力を活用できるが、その人格自身もその能力を扱える必要がある。例えば、シンクの身体に入ったイレカエコダマはイレカエコダマ自体が人間の言葉を喋れないため喋ることはなく、イレカエコダマの身体に入ったミルヒオーレはイレカエコダマが人間の言葉を喋る能力がないため喋ることができない。なお、一定時間経過すると術が解けて元の身体に元の人格が戻る。
最終的にユキカゼの身体に入ったシンクが撃退し、ミルヒオーレの機転で自身の身体に自身の人格が戻ったところをシンクの身体に入ったユキカゼに捕まり、札による封印後にアデライドに引き渡される。
竜喰い
フロニャルド南部の竜の森に巣食う魔物の一種。植物状の本体から枝葉のような瘴気を伸ばしてそれに触れた生物を取り込み、さらに取り込んだ生物を魔物化し、自分の配下として使役する。魔物化した生物は倒せば元に戻る。竜喰いを倒すことは竜の巫女の重要な仕事のひとつである。
竜の森の生物たちを次々に取り込んで加速度的に強さを増していき、ついには3体の神竜をもその身に取り込もうとする。神竜が魔物化すれば大陸全土に災厄をもたらす危険があったが、神竜の魔物化をミルヒオーレ・レオンミシェリ・クーベルが食い止めている間にシンク・ナナミ・レベッカら勇者とシャルが隠れていた本体を発見、激闘の末にシャルが放った矢によって倒される。
ムニムニ
ヴァレリアが使役している下級の魔物。人の体液が染みついた衣類や金属を好んで溶解して食べる習性があり、また増殖スピードが凄まじく速い。ヴァレリアが魔王として活動していた時は、装備溶解による戦意喪失を狙って迷宮の入り口に置いていた。
セクハラを仕掛けてもリーシャに返り討ちにされることが多くなったヴァレリアが、リーシャに一泡吹かせようと持ち出したが逃げだし、ちょうどエッシェンバッハ城で開催されていた展示会イベントに乱入、モデルの服を食い荒らして爆発的に増殖するが、ナナミとレベッカ、そしてアデライドの力を借りたクーベルによってすべて精霊化される。
蛙神
声 - 竹田雅則
カエルの姿をした土地神。禍太刀によって魔物化し、晶術結晶を食い荒らして巨大化し、モリビトの姫を飲みこんでしまう。晶術結晶の調査と保護採取に来たシンクらと戦闘になり、超音波や口から吐く粘液でユキカゼやミルヒオーレらの攻撃を無効化し、戦闘不能にした上、シンクを飲み込み一行を窮地に陥れるが、その後シンクが体内で暴れることにより脱出に成功し、退治される。攻撃時や撃退時に野球用語を発している。

## フロニャルドにおける「戦」
本作において、戦と定義されるものは2種類に分けられる。ひとつは魔物討伐の戦闘行為であり、もうひとつは戦興業（いくさこうぎょう）である。本項では、これらの2種類の戦について解説する。

### 魔物討伐の「戦」
フロニャルドにおいて、人々に害をなす魔物は百年以上前にほとんどが討伐されており、現在活動しているものの大半は野生動物に準ずる扱いができるものである。しかし現在でも時として、封印の老朽化による破損や禍太刀による干渉などの理由で魔物が出現することは往々にして起こりうる。ブリオッシュやユキカゼのような封魔の狩人たちは、こういった魔物を人知れず封印して回ることを生業としているが、大型の魔物や大規模な魔物の軍勢の場合は、単独あるいは複数の国家の連合で討伐隊を組み、討伐にあたる。
また魔物相手の戦の場合、戦興業のように必ずしもフロニャ力の強い場所が戦場になるとは限らない。そのため、フロニャルドに住まう者たちでもフロニャ力が弱い場所が戦場になれば、だま化することができず、命の危険が伴うことになる。

### 戦興業
簡単に言えば、戦闘行為をスポーツ化・アトラクション化したものであり、参加型レクリエーションである。大筋のルールは大陸協定委員会で決められている。人々の争い事は例外なくこのルールに則って解決するように取り決められており、国家間の戦争に匹敵する大規模なものから町内対抗の運動会レベルのものまで、大小さまざまな規模の戦興業がフロニャルド各地で開催されている。国家間で争う大規模な戦興業は、国家の重要な収益源のひとつとなっている。

## 用語

### 儀式・文化
召喚の儀（しょうかんのぎ）
フロニャルドで国を治める王や領主にのみ許された、異世界から勇者を召喚する儀式。
ビスコッティ周辺では勇者を元の世界に送り返す方法はないとされていたが、遠方の異国においては帰還した伝聞があり、後に「送還の儀」の発見により召喚勇者の送還が可能となる。
送還の儀（そうかんのぎ）
リコッタが見つけた、召喚勇者を元の世界へ帰還させる儀式。
「儀式は召喚主が行う」「儀式は勇者を召喚後16日以内に行う」「勇者は品物だけでなく経験・記憶なども含めフロニャルドで得たものを元の世界に持ち帰ることはできない」「送還した勇者を再びフロニャルドに召喚することはできない」という4つの条件がある。
シンクを送還後、この儀式が勇者とフロニャルドとの関係を断ち切る方法であり、次の条件を満たすことで再召喚可能な「一時帰還」に変更できることが判明する。その条件とは、「1、送還から再召喚までは91日以上空ける」「2、召喚主以外の3名以上に、“また来る”という誓約とともに勇者が身につけていた物（内容は問わないが、勇者が自身の居た世界から持ち込んだ物の方が良い）を預けておく」「3、召喚主に対しては、勇者と召喚主の名前が書かれた約束の書と誓約の品を渡しておく」という3つで、フロニャルドでの記憶を甦らせることも可能となる。
これら再召喚の条件はシンクの送還後に判明したが、シンクが偶然にも3つの条件のうち、送還前に果たしておくべき2と3の条件を満たしていたために再召喚が可能となった。
フロニャルド語/フロニャ文字（ふろにゃるどご/ふろにゃもじ）
フロニャルドで用いられている言語。異世界から来た勇者はフロニャルドの人々と会話での意思疎通はできるものの、通常フロニャ文字を読むことはできず、フロニャルドの人々も異世界の文字は読めないためお互いに学ぶ必要がある。シンクは送還の儀で元の世界に戻るまでにフロニャ文字を読み書きできるようになっており、ミルヒオーレはシンクとの勉強会を通して平仮名とアルファベットをすべて書けるようになっている。
フロニャ文字には五十音分の文字が細かく設定されており、作中の書き文字が解読できるようになっている。第2期13話では、地球に帰還したレベッカがクーベルに宛てて書いた手紙の傍らに、五十音とフロニャ文字との対応表が確認できる。
輝暦（きれき）
フロニャルドの暦。

### 宝物
宝剣（ほうけん）
フロニャルドにおいて、多くの国で二体で一対ずつ受け継がれている、国を統べる者の証。自ら言葉を発したりすることはないものの、武器自体に人格が宿っているかのような描写がされている。
使い手の望みや状況に応じて、違う武器に変化したり分割したりできる。
パラディオン
ミルヒオーレがシンクに手渡した、ビスコッティに伝わる宝剣「神剣パラディオン」。魔を断つ剣であると同時に、人を導き、大地に生命や希望をもたらす剣。真の姿は両手剣の形状だが、通常は指輪に封じられている。
シンクは『使いやすい』という理由で棒の形状で扱うが、ミオン砦でのガウルとの一騎討ちでは折れた棒を2本の短槍に形状を変化させている。また、フライングディスクのような遊び道具にすることもできる。
魔物から禍太刀を抜く使命を受けたシンクに応じ、エクセリードとともに真の力を解放。傷を癒し新たな衣服を纏わせるなど、神剣自身の意思で形状変化や術の発動を行う描写がある。
シンクの送還に伴いミルヒオーレに返却されるが、タツマキによって再びシンクに手渡される。
エクセリード
ミルヒオーレが所持するビスコッティに伝わる宝剣「聖剣エクセリード」。対となるパラディオンと同じく、魔を断つ剣であると同時に、人を導き、大地に生命や希望をもたらす剣。真の姿は両手剣の形状だが、通常は指輪に封じられている。
後述するグラナ砦の一件まで指輪の状態から武器へと発動したことはなかったが、勇者帰還歓迎戦興業での対レベッカ戦では、両手剣の形状から紋章砲を放つようになっており、さらに「ユニオン・フェスタ」での対レベッカ戦では、短剣の形状からでも紋章砲を放つ。
グラナ砦の天空武闘台でルージュに宝剣を奪われそうになった際に発動、ルージュを撃退後に短剣の形状になり、ミルヒオーレの手中に収まる。その後、魔物の攻撃からレオンミシェリを庇う際に折れてしまうが、それでも気絶するミルヒオーレを魔物から護る。
魔物から禍太刀を抜く決意をしたミルヒオーレに応じ、パラディオンとともに真の力を解放。傷を癒し新たな衣服を纏わせるなど、聖剣自身の意思で形状変化や術の発動を行う描写がある。
真の力を解放したエクセリードとパラディオンが揃うことで放たれる希望の光「ホーリーセイバー」は、刺さる禍太刀を護る魔物らを殲滅する。
グランヴェール
レオンミシェリが所有するガレットに伝わる宝剣「魔戦斧グランヴェール」。真の姿は大きな戦斧の形状。
戦場では大戦斧や両手剣など大型武器に変形させて使っている。また弓にも変形可能で、第1部でレオンミシェリが魔物から抜かれた禍太刀に襲われたシンクを救うために弓術紋章砲「魔神旋光破」を放っている。
エクスマキナ
レオンミシェリがナナミに手渡した、グランヴェールと対になる宝剣「神剣エクスマキナ」。
ナナミはシンクのパラディオンと同様に棒の形状で扱っている。また、ナナミはブーメラン状に変形させて遠隔攻撃に使用したりもしている。
クルマルス
クーベルが所持するパスティヤージュに伝わる宝剣「天槍クルマルス」。パスティヤージュでは銃のことを「槍」と呼ぶ慣わしがある。
術士タイプの使用者と相性が良い。通常は指輪に封じられており、クーベルはマスケット銃型の晶術銃として扱っている。
メルクリウス
クーベルがレベッカに手渡した、クルマルスと対になる宝剣「神剣メルクリウス」。術士タイプの使用者と相性が良い。通常は指輪に封じられている。
「ブルームモード」と呼ばれる箒のような形状の飛行メカとなり、レベッカを乗せて飛翔する。また、猫神騒動でライフルのような形状の晶術銃「ウィッチキャノン」を発動してからは戦でも使うようになり、魔神結晶発動に伴う魔王紋を重ねたウィッチキャノンでクーベルらの救出に貢献する。
英雄結晶（えいゆうけっしょう）
アデライドより託された蒼と紅の結晶。蒼はガウルに、紅はシンクに渡され成長という形で発動し、それぞれ所持者として認められる。発動中はすべての能力が上昇するだけでなく、土地神の特殊効果（猫神の操り）を無効化する。シンクは英雄結晶を使用して大人化した状態を『ヒーロータイム』と呼んでいる。
魔神結晶（まじんけっしょう）
ヴァレリアより託された紫の結晶で、ヴァレリア曰く、英雄結晶の魔王版。レベッカに渡され、成長という形で発動する。発動中は瞳が☆マークになり、魔王紋を発動でき（晶術の能力アップ）、空中で踏ん張ることが可能になる。
精霊結晶（せいれいけっしょう）
アデライドより託された緑の結晶。ナナミに渡され、成長という形で発動する。アデライドによれば、かつてクラリフィエが使用していた結晶を再現したものとのこと。
禍太刀（まがたち）
子狐の体に刺さり、凶暴な魔物に変えた紅い刀。第1部では妖刀という呼称もされたが、第3部では禍太刀に統一されている。シンクにより引き抜かれた後も意志を持つかのように動き回り、さらにレオンミシェリによって柄の部分を破壊された後も刃の部分が触手のように動き回るが、ブリオッシュとユキカゼによって封印刀の中に封じられる。野生生物や土地神などが禍太刀と接触することによって変化する魔物は通常の魔物よりも強力で、第3部に登場する蛙神やベルデも土地神や使徒に禍太刀が干渉したもの。これらは禍太刀憑き（まがたちつき）と呼ばれ、禍太刀を抜けば元の姿に戻る。

### 生物
セルクル
ダチョウに似た生物。騎乗鳥とも。脚力に優れており、フロニャルド全域で乗用・運搬用に飼育されている。大多数のセルクルは飛ぶことができないが、ミルヒオーレの愛騎「ハーラン」は「飛翔種」と呼ばれる希少な種類であり、紋章術による補助があれば人を乗せて遠くまで飛行することもできる。
ブランシール
パスティヤージュ山岳部に生息する大型鳥。飛翔騎とも。乗用鳥として飼育する技術はパスティヤージュ特有。「晶術騎士団」の足としてだけでなく、街中などでの荷物輸送にも活用している。騎士団の一部はブランシールに乗って空中飛翔戦を仕掛ける空騎士として活躍している。
けものだま
フロニャルド出身の兵士が、フロニャ力の加護を受けている場所で一定のダメージを受けた場合に変身する姿で、一時的に無力化した状態。その名の通り毛玉に顔と獣耳・尻尾が付いた丸っこい姿となる。例えば、ビスコッティ兵は「いぬだま」に、ガレット兵は「ねこだま」に変化する。また、セルクルやブランシールも同様にけものだまになる。けものだまになることを『だま化』と言い、だま化するとそれ以上のダメージを受けることはなく、受けたダメージの回復ができる。平均して20分前後で元の姿に戻ることができるが、その時間は受けたダメージの大きさで変化する。また、フロニャ力が弱い場所では、けものだまに変身するだけでは済まずに怪我をしたり、最悪死亡する場合もある。
地球出身であるシンクたち勇者は、フロニャ力の加護がある場所でもけものだまに変化せず、怪我をしてしまうこともある。
領主や勇者、騎士団長や将軍、あるいはそれに準ずる地位や能力を持つ者がだま化することは恥ずかしいことであるという考えがあり、彼らはけものだまになる代わりに一定のダメージを受けることによって武装や防具（衣服）が破壊され、大ダメージを受けると防具完全破壊で全裸となり、撃破扱いとなる。この場合、一度戦線を離脱して武装や防具を交換することによって戦線復帰が可能となる。
土地神（とちがみ）
土地に暮らす精霊に近い小型生物。土地神がいる場所は自然の実りが豊かである証拠と言われていて、シンクが召喚された場所にも現れている。
ユキカゼ曰く「土地神が成長するには徳を積む必要があり、ミルヒオーレら親友たちが自分より大きくなっていくのを見て、成長して親友たちに追いつきたい一心で（自分は）修行をした」とのこと。
魔物（まもの）
フロニャ力が弱い場所に生息している生物。オイハギウサギのような野生動物扱いできるものから、国を滅ぼすほど凶暴なものまでその種類は幅広い。魔物の多くは呪いに見舞われた悲運の存在とされる。ヴァレリア曰く、魔物化とは土地神や精霊の病気であり、正しい治療をすれば必ず治るらしく、一例として禍太刀が原因の魔物なら抜けば治ることを挙げている。
使徒（しと）
魔物の中でも人と同じ姿と知性を持つ存在。現在では見かけなくなったものの、かつてはかなり存在していたとのこと。ベルデがこれにあたる。

### 技術・術式
フロニャ周波（ふろにゃしゅうは）
放送で使う。
周波増幅器（しゅうはぞうふくき）
フロニャ周波を強化・増幅する機械。リコッタが5歳の時に発明した発明品で、今では大陸中で使われている。召喚台で使用すれば、地球と携帯電話で連絡を取ることができる。
フロニャ力（ふろにゃちから）
フロニャルドに偏在する加護の力で、輝力などの力の源。フロニャルド出身の人間は、フロニャ力の働く場所においては戦いで死傷することがなく、上記のけものだまに変身するだけで済む。街や集落、戦興業で使用するバトルフィールドはフロニャ力の強い場所に作られる。逆に街道筋などはフロニャ力が弱いため、野生生物や魔物の襲来に注意を払う必要がある。
紋章（もんしょう）
紋章術を使うために必要な物。
輝力（きりょく）
フロニャ力を自分の紋章に集めて自分の命の力と混ぜ合わせ変換したエネルギー。紋章術や輝力武装を使用するための起点になる。
輝力武装（きりょくぶそう）
術者のイメージに基づいて、輝力をある一定の形態に具現化させたもの。シンクのストライダーやディフェンダー、エクレールの光凛剣などがこれにあたる。
紋章術（もんしょうじゅつ）
大地と空に眠るフロニャ力を集めて変換した輝力を使った術。騎士クラス以上の者が放つ強力な必殺技だが、発動前後の隙が大きく疲労も激しいというリスクがあり、乱用はできない。
紋章砲（もんしょうほう）
攻撃用の紋章術のうち、棍や弓矢などの武器からそのままの輝力を射出する術の総称。
作中ではシンクやレオンミシェリなど、多くの戦士が用いる。
紋章剣（もんしょうけん）
攻撃用の紋章術のうち、輝力を剣の斬撃に変換して放つ術の総称。
作中ではエクレール、ブリオッシュが用いる。
紋章拳（もんしょうけん）
攻撃用の紋章術のうち、輝力を拳による打撃や蹴撃に変換して放つ術の総称。
作中ではユキカゼが使う「狐流蓮華昇」のみ。
星詠み（ほしよみ）
紋章術の一種。映像板を使い、遠く離れた世界のことやちょっとした未来のことが見える。ミルヒオーレはこの力で地球のアイアンアスレチックでのシンクの奮闘を見て、彼の勇者召喚を決意する。また、レオンミシェリは星詠みに踊らされるようなことは愚かしいと考えていたものの、不完全ながらこの力で勇者とミルヒオーレが殺される未来を予見したために、ビスコッティへの宣戦布告を決意することとなる。
魔神の力（まじんのちから）
魔神の力を使う系統の紋章術。作中ではヴァレリアが使用。
晶術（しょうじゅつ）
パスティヤージュで発展している独自の輝力運用技術。
ブレイブコネクト
アデライドが秘密裏（勝手）に勇者たちと結んだネットワーク。初登場は第2期7話。勇者召喚の術式を応用したものであり、勇者たちと遠隔通信を行ったり、多人数を同時に召喚・転送することができる（召喚・転送はアデライドのみ使用）。アデライドの使用後は通信に関してはシンクたちも使用可能で、勇者間や勇者と領主（領主からの発信は不可）との手軽な通信手段として、テレビ電話のように利用している。
ハチくま真拳（はちくましんけん）
ハチくま母さんが扱う武術で、昔馴染みであるブリオッシュから伝授される。奥義「熊破翔爪拳」や秘技「剛熊掌」は、いずれも輝力砲として発動するが、特に「熊破翔爪拳」の威力は、全力防御のエクレールやジェノワーズたち女性陣の防具や衣服を完全破壊するほど。

### 行事
エスナート芸術音楽祭
年に1度開催されるパスティヤージュ伝統の音楽祭。パスティヤージュ国内随一の音響ホールを使って開催される。歌手であるミルヒオーレもスペシャルゲストとして招待された。
ユニオン・フェスタ
ビスコッティ・ガレット・パスティヤージュの三国合同で開催した祭りの名称。「お帰り勇者様歓迎戦興業」で誕生した三国三勇者がきっかけ。大会初日の三国三つ巴戦興業を皮切りに、海岸バトルフィールドでの競技で大盛況の二日目、三日目以降もクイズ大会やステージ上での騎士と庶民との交流イベントなど様々なイベントが催され、ミルヒオーレのファイナルステージで締めくくられる。
2日目に行われたウォーターバトルの描写、とりわけ女性陣による水上騎上戦の競技をメインに映しながらコーナーワイプでミルヒオーレが歌っている姿が出たり、ナナミがアデライドのポロリを演出したりする描写は、「アイドル水泳大会」で括られるテレビ番組を彷彿とさせる。また、クイズ大会で回答権を得ると回答者が被った帽子に仕掛けたミルヒオーレの絵が跳ね上がる描写は、『アメリカ横断ウルトラクイズ』の早押しハットを想起させる。
アイアンアスレチック
作中世界の日本で放送されているという設定の劇中テレビ番組、およびその番組内で中継されているアスレチック競技の名称。作中の2008年8月19日にU16ジュニア大会の開催告知があり、翌年の夏に実施される。前年大会はナナミが優勝し、シンクは準優勝に終わるが、その様子をミルヒオーレが「星詠み」で見てシンクを勇者に選ぶ。なお小説版によれば、番組の存在をシンクとナナミに知らせたのはレベッカである。シンクが獲得した準優勝の賞品である懐中時計は、後にミルヒオーレに贈られ、送還の儀で地球に帰還したシンクを再召喚するための決め手のひとつになる。第1期の翌年、第3期第1話冒頭にウェールズのカーディフシティで開催されたU18大会では、シンクとナナミが同着で優勝を分け合っている。
作中で描かれるアスレチック競技は『痛快なりゆき番組 風雲!たけし城』や『SASUKE』などのテレビ番組を想起させるものとなっており、この競技の最終関門についても『SASUKE』のFinal STAGEに似た建築物が描かれている。

### 食材
ハチ蜜（はちみつ）
「ハチェスタ黒熊の蜜」の略。ガレットでは「ハチくま蜜」の方が通りがいい。摂取した果物などをハチェスタ黒熊の体内にある蜜袋に溜めて熟成させて取り出したもの。エクレール曰く「芳醇な香り・上品で濃厚な甘味・美しい金色」の食材とのこと。
ハチ蜜採りは、ハチェスタ黒熊たちと交渉することや決闘することになるため、物々交換用の食料や武器の準備が必要となる。
シンクが地球の「蜂蜜」と勘違いしてしまったことにより、ハチェスタ森林地帯でのハチ蜜採りがシンクが地球に送還される直前に行われることとなる。

## スタッフ
本作では、原作者として位置付けられている都築真紀が裏設定を含む作品設定を考案し、全話の脚本を担当し、詳細なト書きでアクションの内容を指示した。都築は声優のキャスティングについても采配を振るい、誰が演じるのかを念頭に置きながら登場人物を設定していったという。ただし都築が一度に多くを語ることは少なく、監督の判断に任されたり助言に留まったりした部分も多かったという。
現場スタッフの多くは『魔法少女リリカルなのはシリーズ』から引き継がれた。以前は『なのは』公式サイトにも本作品のWebバナーが貼られていた。
|                                                                     | 第1期                                   | 第2期                                   | 第3期                      |
| ------------------------------------------------------------------- | --------------------------------------- | --------------------------------------- | -------------------------- |
| 原作                                                                | 都築真紀                                | 都築真紀                                | 都築真紀                   |
| 監督                                                                | 草川啓造                                | 西村純二                                | 西村純二                   |
| 助監督                                                              | -                                       | -                                       | 菊池勝也                   |
| キャラクターデザイン                                                | 坂田理                                  | 坂田理                                  | 坂田理                     |
| サブデザイン                                                        | 太田恵子                                | 太田恵子                                | 太田恵子                   |
| サブデザイン                                                        | -                                       | -                                       | 橋立佳奈                   |
| 武器デザイン                                                        | 大塚あきら                              | 大塚あきら                              | 大塚あきら                 |
| クリーチャーデザイン                                                | 小田裕康                                | 小田裕康                                | 小田裕康                   |
| クリーチャーデザイン                                                | -                                       | -                                       | 古矢好二                   |
| プロップデザイン                                                    | 益田賢治                                | 益田賢治                                | 益田賢治                   |
| グラフィックデザイン                                                | 榎本めぐみ                              | 榎本めぐみ                              | 榎本めぐみ                 |
| カラーデザイン                                                      | 篠原愛子                                | 篠原愛子                                | 篠原愛子                   |
| CGリードアニメーター                                                | 石川真平                                | -                                       | -                          |
| 美術監督                                                            | 片平真司                                | 海津利子                                | Scott MacDonald            |
| 美術設定                                                            | 片平真司                                | 海津利子                                | 海津利子                   |
| 撮影監督                                                            | 北岡正                                  | 北岡正                                  | 北岡正                     |
| 編集                                                                | 関一彦                                  | 関一彦                                  | 関一彦                     |
| 音楽                                                                | 一色由比                                | 一色由比                                | 一色由比                   |
| 音楽                                                                | 井内舞子、夏目晋                        | 井内舞子、夏目晋                        | 秋月須清                   |
| サウンド プロデューサー （第1期） サウンドプロデュース （第2・3期） | I've sound                              | I've sound                              | I've sound                 |
| 音響監督                                                            | 亀山俊樹                                | 亀山俊樹                                | 亀山俊樹                   |
| 音響監督                                                            | -                                       | -                                       | 横田知加子                 |
| 音響効果                                                            | 山谷尚人                                | 山谷尚人                                | 山谷尚人                   |
| 録音エンジニア                                                      | 小原吉男                                | 小原吉男                                | 小原吉男                   |
| プロデューサー                                                      | 石岡朋子                                | 石岡朋子                                | 石岡朋子                   |
| プロデューサー                                                      | 清水博之、斎藤俊輔 国崎久徳、小田ツヨシ | 清水博之、斎藤俊輔 国崎久徳、小田ツヨシ | 石川達也、中島保裕         |
| エグゼクティブ プロデューサー                                       | 上村修、重村博文、安藝貴範              | 上村修、重村博文、安藝貴範              | 上村修、重村博文、安藝貴範 |
| エグゼクティブ プロデューサー                                       | 夏目公一朗、鵜之澤伸                    | 夏目公一朗、鵜之澤伸                    | 植田益朗                   |
| アニメーション プロデューサー                                       | -                                       | -                                       | 畑中悠介                   |
| アニメーション制作                                                  | セブン・アークス                        | セブン・アークス                        | セブン・アークス           |
| 企画・製作                                                          | PROJECT DD                              | PROJECT DD                              | PROJECT DD3                |

## 主題歌
オープニング主題歌の作詞およびボーカルの担当には、本作の制作チームとともに『魔法少女リリカルなのはシリーズ』の主題歌に一貫して携わり、本作でもリコッタ役およびナナミ役を演じている水樹奈々が起用されている（第2期の作詞は担当していない）。エンディングテーマおよび挿入歌は、作中において歌手でもあるヒロイン、ミルヒオーレ役を演じる堀江由衣がボーカルを務めている（挿入歌は登場人物名義）。
挿入歌の作曲・編曲はI'veのクリエイターが担当しており、I'veが声優に楽曲提供を行うのは本作が初めてである。挿入歌の作詞は原作者の都築真紀が担当し、登場人物のミルヒオーレが詩を書いているという設定で、「恥かしい歌詞」を意識して作詞が行われた。
第1期
オープニングテーマ「SCARLET KNIGHT」
作詞・歌 - 水樹奈々 / 作曲・編曲 - 藤間仁
エンディングテーマ「PRESENTER」（第1話 - 第12話）
作詞 - 中村彼方 / 作曲 - Elements Garden / 編曲 - 中山真斗 / 歌 - 堀江由衣
挿入歌
「きっと恋をしている」（第5話）
作詞 - ミルヒオーレ・F・ビスコッティ（都築真紀） / 作曲・編曲 - 高瀬一矢 / 歌 - ミルヒオーレ・F・ビスコッティ（堀江由衣）
第5話劇中のコンサートでミルヒオーレが歌った劇中歌。
「Promised Love 〜ダイスキ×100〜」（第11話）
作詞 - ミルヒオーレ・F・ビスコッティ（都築真紀） / 作曲・編曲 - C.G mix / 歌 - ミルヒオーレ・F・ビスコッティ（堀江由衣）
第11話劇中のコンサートでミルヒオーレが歌った劇中歌。コンサートの場面を描くに当たっては本編の作画スタッフとは別に、専用の担当役職を設けるという試みが行われたが、作業は大変な苦労を伴ったとされる。
「Miracle Colors」（第13話）
作詞 - ミルヒオーレ・F・ビスコッティ（都築真紀） / 作曲 - 中沢伴行 / 編曲 - 中沢伴行、尾崎武士 / 歌 - ミルヒオーレ・F・ビスコッティ（堀江由衣）
実際はエンディングテーマ扱い。

第2期
オープニングテーマ「FEARLESS HERO」
作詞 - 藤林聖子 / 作曲 - 奈良悠樹 / 編曲 - 藤田淳平 / 歌 - 水樹奈々
エンディングテーマ「夏の約束」
作詞 - 川田瑠夏 / 作曲・編曲 - 宮崎誠 / 歌 - 堀江由衣
挿入歌
「Heart Relation」（第8話）
作詞 - ミルヒオーレ・F・ビスコッティ（都築真紀） / 作曲 - 中沢伴行 / 編曲 - 新井健史 / ギター - 寺前甲 / 歌 - ミルヒオーレ・F・ビスコッティ（堀江由衣）
「Miracle Colors」（第11話）
作詞 - ミルヒオーレ・F・ビスコッティ（都築真紀） / 作曲 - 中沢伴行 / 編曲 - 中沢伴行、尾崎武士 / 歌 - ミルヒオーレ・F・ビスコッティ（堀江由衣）
「Shiny Heart Shiny Smile」（第12話）
作詞 - ミルヒオーレ・F・ビスコッティ（都築真紀） / 作曲・編曲 - 井内舞子 / 歌 - ミルヒオーレ・F・ビスコッティ（堀江由衣）

第3期
オープニングテーマ「No Limit」
作詞・歌 - 水樹奈々 / 作曲・編曲 - 陶山隼
エンディングテーマ「Stay With Me」
作詞・作曲 - 伊藤賢 / 編曲 -大川茂伸 / 歌 - 堀江由衣
挿入歌
「Miracle Colors」（第7話）
作詞 - ミルヒオーレ・F・ビスコッティ（都築真紀） / 作曲 - 中沢伴行 / 編曲 - 中沢伴行、尾崎武士 / 歌 - ミルヒオーレ・F・ビスコッティ（堀江由衣）
「Shiny Heart Shiny Smile」（第10話）
作詞 - ミルヒオーレ・F・ビスコッティ（都築真紀） / 作曲・編曲 - 井内舞子 / 歌 - ミルヒオーレ・F・ビスコッティ（堀江由衣）
「キミとボクの音色」（第11話）
作詞 - Big Road / 作曲・編曲 - 中條美沙 / 歌 - ミルヒオーレ・F・ビスコッティ（堀江由衣）
「キミとボクの音色」（第12話）
作詞 - Big Road / 作曲・編曲 - 中條美沙 / 歌 - ミルヒオーレ・F・ビスコッティ（堀江由衣）、アリア（小倉唯）

## 各話リスト
次回予告に映像は流れず、デフォルメキャラによるアニメが描かれており、先の展開にはあまり踏み込まない内容となっている。第1期の第10話の予告ではサブタイトルも明かされなかった。
| 話数         | サブタイトル                           | 脚本                  | 絵コンテ                | 演出                    | 作画監督                                                                                               | 総作画監督                 |
| 第1期        | 第1期                                  | 第1期                 | 第1期                   | 第1期                   | 第1期                                                                                                  | 第1期                      |
| ------------ | -------------------------------------- | --------------------- | ----------------------- | ----------------------- | --- | -------------------------- |
| EPISODE 1    | 勇者誕生！                             | 都築真紀              | 草川啓造                | 中山敦史                | 北村友幸                                                                                               | 坂田理                     |
| EPISODE 2    | はじめての戦！                         | 都築真紀              | 玉木慎吾                | 玉木慎吾                | 玉木慎吾                                                                                               | 坂田理                     |
| EPISODE 3    | 帰りたい！帰れない？勇者inフロニャルド | 都築真紀              | うえだひでひと          | 岡辰也                  | 山本善哉                                                                                               | 烏宏明                     |
| EPISODE 4    | 突撃！姫様奪還戦!!                     | 都築真紀              | 吉田泰三                | 吉田泰三                | 内田孝                                                                                                 | 烏宏明                     |
| EPISODE 5    | 激闘！ミオン砦！                       | 都築真紀              | 大森英敏                | 山口美宏                | 砂川正和、石山寛                                                                                       | 坂田理                     |
| EPISODE 6    | 星詠みの姫                             | 都築真紀              | 島津裕行                | 榎本守                  | 伊藤大翼、飯飼一幸 るたろー                                                                            | 烏宏明                     |
| EPISODE 7    | 宣戦布告                               | 都築真紀              | 島津裕行                | 中山敦史                | 北村友幸                                                                                               | 坂田理                     |
| EPISODE 8    | 開戦の日                               | 都築真紀              | うえだひでひと          | 岡村正弘                | 山本善哉、小島彰                                                                                       | 烏宏明                     |
| EPISODE 9    | グラナ砦攻防戦                         | 都築真紀              | 七星京                  | 小平麻紀 山口美宏       | 飯塚正則、松原一之 萩尾圭太                                                                            | 坂田理                     |
| EPISODE 10   | 勇者と姫と希望の光                     | 都築真紀              | 渡邊哲也                | 藤瀬順一                | 玉木慎吾、内田孝 嵩本樹                                                                                | 烏宏明 坂田理              |
| EPISODE 11   | 夜空に花が舞うように                   | 都築真紀              | 成田歳法 島津裕行       | 成田歳法                | 小澤円、斉藤和也                                                                                       | 坂田理                     |
| EPISODE 12   | 4つの条件                              | 都築真紀              | うえだひでひと          | 岡辰也                  | 小島彰、山本善也                                                                                       | 烏宏明                     |
| EPISODE 13   | 約束                                   | 都築真紀              | 島津裕行                | 中山敦史                | 北村友幸、玉木慎吾                                                                                     | 坂田理                     |
| 第2期        |                                        |                       |                         |                         | |                            |
| EPISODE 1    | 勇者見参！                             | 都築真紀              | 西村純二                | 博史池畠                | 北村友幸                                                                                               | 坂田理                     |
| EPISODE 2    | パスティヤージュ参戦！                 | 都築真紀              | 西村純二                | 筑紫大介                | 飯野誠、萩尾圭太                                                                                       | 烏宏明 坂田理              |
| EPISODE 3    | 勇者3人！                              | 都築真紀              | 西村純二                | 古川正美                | 飯塚正則、嵩本樹                                                                                       | 坂田理                     |
| EPISODE 4    | ビスコッティ夏合宿！                   | 都築真紀              | 島津裕行                | 榎本守                  | 山村俊了、安本学                                                                                       | 烏宏明                     |
| EPISODE 5    | ガレット剣風録！                       | 都築真紀              | 西村純二                | 大森英敏 久保山英一     | 海堂ひろゆき、大西秀明 片山敬介                                                                        | 坂田理                     |
| EPISODE 6    | パスティヤージュ英雄王伝説             | 都築真紀              | 西村純二 渡邊哲哉       | 渡部穏寛                | 隠岐一寛、青木里枝 金丸綾子、小市由佳 山口杏奈                                                         | 烏宏明                     |
| EPISODE 7    | 封印洞窟戦！                           | 都築真紀              | 七星京                  | 丸山由太                | 北村友幸                                                                                               | 坂田理                     |
| EPISODE 8    | エスナート芸術音楽祭                   | 都築真紀              | 西村純二 中山岳洋       | 筑紫大介                | 飯野誠、萩尾圭太 若山政志                                                                              | 烏宏明                     |
| EPISODE 9    | ユニオン・フェスタ                     | 都築真紀              | 古川政美                | 古川政美                | 田中美穂                                                                                               | 坂田理                     |
| EPISODE 10   | 空陸一騎打ち！                         | 都築真紀              | 西村純二                | 神保昌登                | 山村俊了、筆坂明規 野道佳代                                                                            | 烏宏明                     |
| EPISODE 11   | チェンジ・マイ・ハート                 | 都築真紀              | 西村純二                | 久保山英一              | 木曽勇太、嵩本樹 橋立佳奈                                                                              | 坂田理                     |
| EPISODE 12   | ファイナルステージ                     | 都築真紀              | 渡部穏寛 よしもときんじ | 渡部穏寛 よしもときんじ | 隠岐一寛、青木里枝 橋立佳奈                                                                            | 烏宏明 坂田理              |
| EPISODE 13   | Summer Memories                        | 都築真紀              | 島津裕行                | 博史池畠                | 北村友幸、飯野誠                                                                                       | 坂田理 烏宏明              |
| 第3期        |                                        |                       |                         |                         | |                            |
| EPISODE 1    | 再び、勇者の帰還                       | 都築真紀 西村ジュンジ | 西村純二                | 菊池勝也                | 小松原聖                                                                                               | 北村友幸                   |
| EPISODE 2    | 竜の巫女                               | 都築真紀 西村ジュンジ | 菊池勝也                | 菊池勝也                | 木曽勇太                                                                                               | 飯野まこと                 |
| EPISODE 3    | 決戦！竜の森                           | 都築真紀 西村ジュンジ | 渡部穏寛 田中宏紀       | 渡部穏寛                | 奥山鈴奈、鈴木理沙 藤田正幸                                                                            | 北村友幸                   |
| EPISODE 4    | 継がれてゆくもの                       | 都築真紀              | 飯野まこと 田中宏紀     | 菊池勝也 飯野まこと     | 門智明、飯飼一幸                                                                                       | 飯野まこと                 |
| EPISODE 5    | 探検！結晶鉱山！                       | 都築真紀              | 石井ゆみこ              | 和泉志郎                | 森下智恵                                                                                               | 北村友幸                   |
| EPISODE 6    | 獅子のお見合い                         | 都築真紀              | 西村純二 菊池勝也       | 久保山英一              | 大西秀明、大河原晴男 中西和也                                                                          | 飯野まこと                 |
| EPISODE 7    | 小さな王子と伝説の英雄                 | 都築真紀              | 玉田博                  | 玉田博                  | 濱森理宏、大塚あきら Kim Bong Duk、山崎輝彦 橋立佳奈、北村友幸                                         | 北村友幸                   |
| EPISODE 8    | 追憶〜勇者と姫の物語                   | 都築真紀              | 西村純二                | 村上貴之                | 奥山鈴奈、関根千奈未 中西和也                                                                          | 飯野まこと                 |
| EPISODE 9    | 空の海の星鯨                           | 都築真紀              | 西村純二 菊池勝也       | 佐藤和磨                | 洪範錫、河本美代子 Kim Jeong Eun Lee Duk Ho                                                            | 北村友幸                   |
| EPISODE 10   | 空の巫女と星の民                       | 都築真紀              | 石井ゆみこ              | 和泉志郎                | 森下智恵、石井ゆみこ 倉谷亮多                                                                          | 飯野まこと                 |
| EPISODE 11   | 星の歌声                               | 都築真紀              | 飯野まこと              | 飯野まこと              | 中西和也、鎌田均 藤田正幸、洪範錫                                                                      | 北村友幸 橋立佳奈          |
| EPISODE 12   | 帰郷                                   | 都築真紀              | 西村純二                | 玉田博                  | 大塚あきら、北村友幸 関根千奈未、岡田豊広 小橋陽介、萩尾圭太 河本美代子、森下智恵 倉谷亮多、石井ゆみこ | 飯野まこと 橋立佳奈 坂田理 |
| EPISODE 12.5 | リモーネリゾート・展望温泉！           | 都築真紀              | 西村純二                | 菊池カツヤ              | 坂田理、橋立佳奈 皆春羊二、羽田浩二 北村友幸、奥山鈴奈 菊池カツヤ                                      | 坂田理                     |

## 放送局

### 日本国内
| 放送地域   | 放送局       | 放送期間                | 放送日時                     | 放送系列       | 備考                                                                    |
| 第1期      | 第1期        | 第1期                   | 第1期                        | 第1期          | 第1期                                                                   |
| ---------- | ------------ | ----------------------- | ---------------------------- | -------------- | ----------------------------------------------------------------------- |
| 東京都     | TOKYO MX     | 2011年4月2日 - 6月25日  | 土曜 23:30 - 日曜 0:00       | 独立UHF局      | 『E!TV』枠                                                              |
| 栃木県     | とちぎテレビ | 2011年4月2日 - 6月25日  | 土曜 23:30 - 日曜 0:00       | 独立UHF局      |                                                                         |
| 群馬県     | 群馬テレビ   | 2011年4月2日 - 6月25日  | 土曜 23:30 - 日曜 0:00       | 独立UHF局      |                                                                         |
| 千葉県     | チバテレビ   | 2011年4月3日 - 6月26日  | 日曜 1:00 - 1:30（土曜深夜） | 独立UHF局      |                                                                         |
| 神奈川県   | tvk          | 2011年4月3日 - 6月26日  | 日曜 1:30 - 2:00（土曜深夜） | 独立UHF局      |                                                                         |
| 埼玉県     | テレ玉       | 2011年4月3日 - 6月26日  | 日曜 1:35 - 2:05（土曜深夜） | 独立UHF局      |                                                                         |
| 近畿広域圏 | 毎日放送     | 2011年4月3日 - 6月26日  | 日曜 2:28 - 2:58（土曜深夜） | TBS系列        | 『アニメシャワー』第2部                                                 |
| 中京広域圏 | 中部日本放送 | 2011年4月7日 - 6月30日  | 木曜 2:30 - 3:00（水曜深夜） | TBS系列        |                                                                         |
| 日本全域   | BS11         | 2011年4月9日 - 7月2日   | 土曜 23:30 - 日曜 0:00       | BS放送         | 『ANIME+』枠                                                            |
| 第2期      |              |                         |                              |                |                                                                         |
| 東京都     | TOKYO MX     | 2012年7月7日 - 9月29日  | 土曜 23:30 - 日曜 0:00       | 独立局         | 『E!TV』枠                                                              |
| 栃木県     | とちぎテレビ | 2012年7月7日 - 9月29日  | 土曜 23:30 - 日曜 0:00       | 独立局         |                                                                         |
| 群馬県     | 群馬テレビ   | 2012年7月7日 - 9月29日  | 土曜 23:30 - 日曜 0:00       | 独立局         |                                                                         |
| 神奈川県   | tvk          | 2012年7月9日 - 10月1日  | 月曜 1:30 - 2:00（日曜深夜） | 独立局         |                                                                         |
| 埼玉県     | テレ玉       | 2012年7月10日 - 10月2日 | 火曜 2:00 - 2:30（月曜深夜） | 独立局         |                                                                         |
| 京都府     | KBS京都      | 2012年7月11日 - 10月3日 | 水曜 1:00 - 1:30（火曜深夜） | 独立局         | 第1期は毎日放送で放送                                                   |
| 兵庫県     | サンテレビ   | 2012年7月12日 - 10月4日 | 木曜 0:35 - 1:05（水曜深夜） | 独立局         | 第1期は毎日放送で放送                                                   |
| 千葉県     | チバテレビ   | 2012年7月12日 - 10月4日 | 木曜 1:00 - 1:30（水曜深夜） | 独立局         |                                                                         |
| 中京広域圏 | 中部日本放送 | 2012年7月12日 - 10月4日 | 木曜 2:30 - 3:00（水曜深夜） | TBS系列        |                                                                         |
| 日本全域   | BS11         | 2012年7月14日 - 10月6日 | 土曜 23:30 - 日曜 0:00       | BS放送         | 『ANIME+』枠                                                            |
| 日本全域   | AT-X         | 2012年7月16日 - 10月8日 | 月曜 8:00 - 8:30             | CS放送         | リピート放送あり 第1期は1年以上遅れ放送 第12・13話は20:00 - 20:30に放送 |
| 第3期      |              |                         |                              |                |                                                                         |
| 東京都     | TOKYO MX     | 2015年1月11日 - 3月29日 | 日曜 0:30 - 1:00（土曜深夜） | 独立局         |                                                                         |
| 栃木県     | とちぎテレビ | 2015年1月11日 - 3月29日 | 日曜 0:30 - 1:00（土曜深夜） | 独立局         |                                                                         |
| 群馬県     | 群馬テレビ   | 2015年1月11日 - 3月29日 | 日曜 0:30 - 1:00（土曜深夜） | 独立局         |                                                                         |
| 京都府     | KBS京都      | 2015年1月11日 - 3月29日 | 日曜 0:30 - 1:00（土曜深夜） | 独立局         |                                                                         |
| 愛知県     | テレビ愛知   | 2015年1月11日 - 3月29日 | 日曜 1:50 - 2:20（土曜深夜） | テレビ東京系列 | 第1期、第2期は中部日本放送で放送                                        |
| 兵庫県     | サンテレビ   | 2015年1月12日 - 3月30日 | 月曜 2:00 - 2:30（日曜深夜） | 独立局         |                                                                         |
| 日本全域   | AT-X         | 2015年1月13日 - 3月31日 | 火曜 20:00 - 20:30           | CS放送         | リピート放送あり                                                        |
| 日本全域   | BS11         | 2015年1月18日 - 4月2日  | 日曜 0:30 - 1:00（土曜深夜） | BS放送         | 『ANIME+』枠 1月11日には同枠で放送開始前特番を放送                      |

| 放送地域 | 放送局             | 放送期間        | 放送日時        | 放送系列   | 備考  |
| 第3期    | 第3期              | 第3期           | 第3期           | 第3期      | 第3期 |
| -------- | ------------------ | --------------- | --------------- | ---------- | ----- |
| 日本全域 | GYAO!              | 2015年1月12日 - | 月曜 12:00 更新 | ネット配信 |       |
| 日本全域 | バンダイチャンネル | 2015年1月12日 - | 月曜 12:00 更新 | ネット配信 |       |
| 日本全域 | dアニメストア      | 2015年1月12日 - | 月曜 12:00 更新 | ネット配信 |       |

この他、第1期ではニコニコチャンネルにて5月22日以降第7話より毎週ネット配信（期間限定無料）された。第1話から第6話までも同時に配信開始されたが、第1話のみ無料配信、それ以外は有料配信のみとなっている。

### 日本国外
| 放送地域 | 放送局  | 放送期間                | 放送日時               | 放送系列          | 備考 |
| 第1期    | 第1期   | 第1期                   | 第1期                  | 第1期             | 第1期 |
| -------- | ------- | ----------------------- | ---------------------- | ----------------- | --- |
| 韓国全域 | ANIPLUS | 2011年4月20日 - 6月29日 | 水曜 18:30 - 19:00     | CS放送 ネット配信 | リピート放送あり 韓国語字幕あり EPISODE 1は4月20日 18:00 - 18:30 放送 EPISODE 2・3とEPISODE 4・5は連続放送 （4月27日と5月4日の 18:00 - 19:00） |
| 第2期    |         |                         |                        |                   | |
| 韓国全域 | ANIPLUS | 2012年7月11日 - 10月3日 | 水曜 23:30 - 木曜 0:00 | CS放送 ネット配信 | リピート放送あり 韓国語字幕あり |

## Blu-ray / DVD
テレビアニメ版のBlu-rayやDVDの販売は、PROJECT DDに加盟しているアニプレックスが手掛けており、Blu-rayは完全生産限定版のみ、DVDは完全生産限定版と通常版の販売となっている。
完全生産限定版特典として、第1期各巻共通で「羽々キロ描き下ろし三方背BOX」「坂田理描き下ろしデジパック・ピンナップ・ピクチャーレーベル」「特製ブックレット同封」、第2期各巻共通で「坂田理描き下ろデジジャケット仕様」「特製ブックレット同封」となっており、それに加えて各巻ごとにそれぞれ異なるアイテムを同封している。また、第1期、第2期、第3期とも特定の対象店舗でBlu-rayやDVDを購入することにより、先着順で「店舗別購入特典」や「Blu-ray・DVD全巻購入特典」アイテムが貰えた。
なお、第1期のBlu-ray・DVD全巻購入特典である都築真紀描き下ろしのドラマCDには、EPISODE 13.65「みんなで夏を待ちながら」が収録されており、第2期での新設定である「リコッタの新型勇者召喚術式」「レベッカとナナミの召喚」「パスティヤージュ公国・クーベルの戦興業参戦」が判明する。
| 巻数  | 発売日         | 収録話         | 規格品番     | 規格品番     | 規格品番  |
| 巻数  | 発売日         | 収録話         | BD限定版     | DVD限定版    | DVD通常版 |
| ----- | -------------- | -------------- | ------------ | ------------ | --------- |
| 第1巻 | 2011年 7月27日 | EPISODE 1 - 3  | ANZX-9921/22 | ANZB-9921/22 | ANSB-9921 |
| 第2巻 | 8月24日        | EPISODE 4・5   | ANZX-9923/24 | ANZB-9923/24 | ANSB-9923 |
| 第3巻 | 9月21日        | EPISODE 6・7   | ANZX-9925/26 | ANZB-9925/26 | ANSB-9925 |
| 第4巻 | 10月26日       | EPISODE 8・9   | ANZX-9927/28 | ANZB-9927/28 | ANSB-9927 |
| 第5巻 | 11月23日       | EPISODE 10・11 | ANZX-9929/30 | ANZB-9929/30 | ANSB-9929 |
| 第6巻 | 12月21日       | EPISODE 12・13 | ANZX-9931/32 | ANZB-9931/32 | ANSB-9931 |

| 巻数  | 発売日         | 収録話         | 規格品番     | 規格品番     | 規格品番  |
| 巻数  | 発売日         | 収録話         | BD限定版     | DVD限定版    | DVD通常版 |
| ----- | -------------- | -------------- | ------------ | ------------ | --------- |
| 第1巻 | 2012年 9月26日 | EPISODE 1 - 3  | ANZX-9981/82 | ANZB-9981/82 | ANSB-9981 |
| 第2巻 | 10月24日       | EPISODE 4・5   | ANZX-9983/84 | ANZB-9983/84 | ANSB-9983 |
| 第3巻 | 11月21日       | EPISODE 6・7   | ANZX-9985/86 | ANZB-9985/86 | ANSB-9985 |
| 第4巻 | 12月26日       | EPISODE 8・9   | ANZX-9987/88 | ANZB-9987/88 | ANSB-9987 |
| 第5巻 | 2013年 1月23日 | EPISODE 10・11 | ANZX-9989/90 | ANZB-9989/90 | ANSB-9989 |
| 第6巻 | 3月27日        | EPISODE 12・13 | ANZX-9991/92 | ANZB-9991/92 | ANSB-9991 |

| 巻数  | 発売日         | 収録話         | 規格品番      | 規格品番      | 規格品番   |
| 巻数  | 発売日         | 収録話         | BD限定版      | DVD限定版     | DVD通常版  |
| ----- | -------------- | -------------- | ------------- | ------------- | ---------- |
| 第1巻 | 2015年 3月25日 | EPISODE 1・2   | ANZX-11141/42 | ANZB-11141/42 | ANSB-11141 |
| 第2巻 | 4月22日        | EPISODE 3・4   | ANZX-11143/44 | ANZB-11143/44 | ANSB-11143 |
| 第3巻 | 5月27日        | EPISODE 5・6   | ANZX-11145/46 | ANZB-11145/46 | ANSB-11145 |
| 第4巻 | 6月24日        | EPISODE 7・8   | ANZX-11147/48 | ANZB-11147/48 | ANSB-11147 |
| 第5巻 | 7月22日        | EPISODE 9・10  | ANZX-11149/50 | ANZB-11149/50 | ANSB-11149 |
| 第6巻 | 8月26日        | EPISODE 11・12 | ANZX-11151/52 | ANZB-11151/52 | ANSB-11151 |

- コンプリートボックス

DOG DAYS Complete Blu-ray Disc BOX （2019年2月6日、ASIN-B07JFYSP5G）

## 小説
原作者である都築真紀による小説作品が、『月刊ニュータイプ』（角川書店）にて2011年3月号 から2011年7月号 にかけて全4話が連載された。イラストは羽々キロが担当している。
内容は、地球側・フロニャルド側の登場人物たちの過去をそれぞれ描く前日譚から始まり、テレビアニメ本編の内容へと続いていく構成となっている。
前述をまとめた単行本は角川スニーカー文庫（角川書店）から2011年6月に発売が予告されていたが刊行されず、2013年1月現在でも刊行されていない。

## 漫画

### 漫画『DOG DAYS』
都築真紀原作、藤真拓哉漫画による漫画版が、角川書店が出版している複数の雑誌を渡り歩くという形式で連載され、前述をまとめた単行本が角川コミックス・エース（角川書店）から刊行されている。内容は、テレビアニメ本編の合間に起こった出来事という設定の、オリジナルのサイドストーリー集となっている。
| 巻数           | 発売日         | ISBN              | 初出                                                                                 |
| -------------- | -------------- | ----------------- | ------------------------------------------------------------------------------------ |
| DOG DAYS       | 2011年10月23日 | 978-4-04-715806-1 | 月刊ニュータイプ 11年5月付録,コンプティーク11年7月,8月 月刊コンプエース11年10月,11月 |
| DOG DAYS SUGAR | 2015年4月25日  | 978-4-04-103070-7 |                                                                                      |

### アンソロジーコミック
本作のコミックアラカルト-おいでませ、フロニャルド編-が、コンプエース編集部（角川書店）から刊行されている。
| 発売日        | ISBN              | 初出           |
| ------------- | ----------------- | -------------- |
| 2011年9月22日 | 978-4-04-715786-6 | 娘TYPE 11年8月 |

## ドラマCD
セブン・アークス発売、アニプレックス販売によるドラマCDが発売されている。テレビアニメ本編のエピソード同士の合間に起こった出来事や、第1期最終話後の後日談を描く。
- DOG DAYS ドラマBOX vol.1 Episode 5.5「アーネット湖・水上戦!!」 - 2011年8月24日発売[118]。
- DOG DAYS ドラマBOX vol.2 Episode 12.5「獅子の紋章」 - 2011年10月26日発売[88]。
- DOG DAYS ドラマBOX vol.3 Episode 13.5「それぞれの空」 - 2011年12月21日発売[76]。

## 関連書籍
作品の内容解説やスタッフインタビューを収録したファンブックが刊行されている。
- 『DOG DAYS Memory of Flonyard』、角川書店、2012年1月26日発売[74]。ISBN 978-4-04-854717-8

収録された都築真紀（原作）・藤真拓哉（漫画）描き下ろしのコミック「EPISODE 13.8『試合観戦』」の中で、レベッカがシンクの友人としてビスコッティから、ナナミがガレットから召喚することが判明する。

## その他の関連商品
ミルヒオーレのフィギュアが、グリフォンエンタープライズ（1/7スケールPVC塗装済み完成品）より発売されている。また、グッドスマイルカンパニーのねんどろいどでミルヒオーレ・レオンミシェリ・リコッタが、マックスファクトリーのfigmaでミルヒオーレとレオンミシェリが商品化されている。
バンダイナムコゲームスから2012年2月23日に発売されたPlayStation Portable用コンピュータRPG『ねんどろいど じぇねれ〜しょん』では、複数あるクロスオーバー作品からの登場人物のひとりとして、ミルヒオーレが参加している。

## イベント
2011年3月27日には、当初開催が予定されていた「アニメ コンテンツ エキスポ」にて、テレビアニメ第1期第1話の放送開始を目前に控え、本作に関連したイベントが行われることになっていたが、同イベントは3月11日の東日本大震災の影響により中止となった。実際の3月26日と27日にはアニメショップ「ゲーマーズ」の3店舗で第1話の先行上映会が開催され、グッズの配布と引き換えに、東日本大震災義捐金の受付などが行われた。
2011年10月2日には、東京ドームシティホールにて、本作に関するイベント「DOG DAYS 特別興業 -フロニャ祭2011-」が開催された。イベントではアニメ第2期の製作が発表された。
2012年11月25日には、東京ドームシティホールにて、本作に関するイベント「DOG DAYS 特別興業 -フロニャ祭2012-」が開催された。イベントではアニメ第3期の製作が発表された。